# Славута
Славу́та (первісна назва — Славутин) — місто в Шепетівському районі Хмельницької області України, адміністративний центр Славутської міської територіальної громади. Місто розташоване на річках Горинь та Утка за 317 км від м. Києва, 74 км від м. Рівне та 118 км від м. Хмельницького (автомобільними шляхами). Залізнична станція Славута 1. Через місто проходить автошлях Н 25.
Засноване князем Юрієм Заславським в 1633 році на Новозаславських, тобто таких, що належали місту Новому Заславу, ґрунтах. Тоді ж містечко отримало Магдебурзьке право. 
За часів СРСР Славута отримала статус міста (1938), міста обласного значення (1979).

## Назва
Існує декілька версій походження назви міста. Серед найбільш імовірних, топонім пов'язаний з іменем князівського роду власників земель — Заславських, які таким чином прагнули увічнити себе в назві новозаснованого міста. Згідно іншої версії, етимологія назви пов'язується з гідронімом «Славута» («Інвентарний опис міста Славутина, що над річкою Славутою лежить», 1701 р.)

## Географія

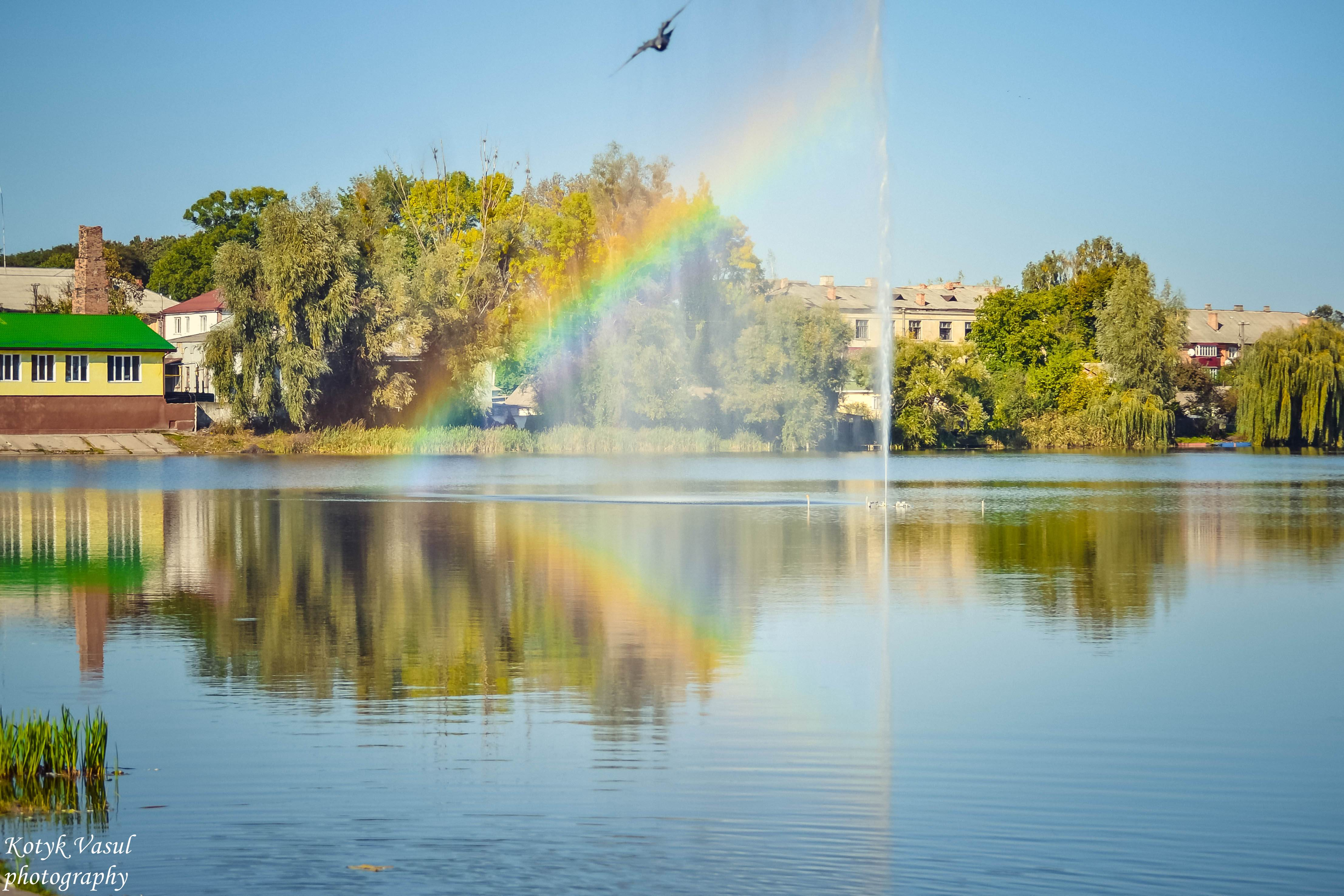
Річка Утка в центрі міста

Місто розташоване на Волино-Подільській височині українського Полісся.
Гідрографія міста представлена річками Горинь та Утка. Річка Горинь — один із найбільших притоків Прип'яті. Річка Утка протікає через усе місто, розливаючись ставками, і на околиці його впадає до повноводної Горині.
За межами міста розкинувся комплекс рукотворних озер, також відомих як «Голубі озера».
Сучасний рельєф Славутчини є наслідком тривалої геологічної еволюції, і утворився він під впливом різних геологічних чинників. Та частина, де лежить місто — це вкрита пісками рівнина, що являє собою продовження (по долині річки Горинь) західноукраїнського (волинського) Полісся і відома під назвою Острозької низовини. Характерною особливістю її рельєфу є польодовикові бархани. Зустрічаються вони й в околицях Славути.

## Клімат
Клімат краю помірно-континентальний, середньорічна температура +6,6 ℃, середньомісячна температура найтеплішого місяця (липня) +18 ℃, найхолоднішого (лютого) −5,6 ℃. В окремі роки максимальна температура влітку +38 ℃, взимку −37 ℃.
| Клімат Славути                      | Клімат Славути | Клімат Славути | Клімат Славути | Клімат Славути | Клімат Славути | Клімат Славути | Клімат Славути | Клімат Славути | Клімат Славути | Клімат Славути | Клімат Славути | Клімат Славути | Клімат Славути |
| Показник                            | Січ.           | Лют.           | Бер.           | Квіт.          | Трав.          | Черв.          | Лип.           | Серп.          | Вер.           | Жовт.          | Лист.          | Груд.          | Рік            |
| Абсолютний максимум, °C             | 10,7           | 15,7           | 22,8           | 28,5           | 43,0           | 31,4           | 35,5           | 35,0           | 36,2           | 26,6           | 20,0           | 12,8           | 43,0           |
| Середній максимум, °C               | −1,4           | −0,7           | 4,1            | 13,0           | 19,4           | 22,6           | 23,7           | 23,1           | 19,0           | 12,5           | 5,2            | 0,2            | 11,7           |
| Середня температура, °C             | −4             | −4             | 0,3            | 7,9            | 13,9           | 17,2           | 18,5           | 17,5           | 13,7           | 8,0            | 2,3            | −2,5           | 7,3            |
| Середній мінімум, °C                | −6,5           | −7,3           | −3,5           | 2,9            | 8,4            | 11,9           | 13,3           | 12,2           | 8,5            | 3,6            | −0,5           | −6,1           | 2,9            |
| Абсолютний мінімум, °C              | −30,6          | −30,2          | −23,6          | −6,3           | −10,5          | 2,8            | 3,6            | 2,1            | −2,1           | −11,4          | −17            | −25,4          | −30,5          |
| Норма опадів, мм                    | 37             | 38             | 32             | 49             | 67             | 103            | 104            | 68             | 53             | 33             | 41             | 43             | 668            |
| ----------------------------------- | -------------- | -------------- | -------------- | -------------- | -------------- | -------------- | -------------- | -------------- | -------------- | -------------- | -------------- | -------------- | -------------- |
| Джерело: , Клімат та погода Славути |                |                |                |                |                |                |                |                |                |                |                |                |                |

## Населення

### Загальна чисельність
На кінець 2020 року на території  Славутської міської територіальної громади проживало 35882 осіб, із них міське населення складає 35068 осіб, населення сільської місцевості — 814 осіб.
```
Динаміка чисельності населення
```

| 2010  | 2011  | 2012  | 2013  | 2014  | 2015  | 2016  | 2017  | 2018  | 2019  | 2020  | 2024  |
| 35442 | 35479 | 35559 | 35826 | 35963 | 36054 | 35953 | 35617 | 36237 | 36036 | 35882 | 33794 |

### Статево-віковий склад
За даними обласного управління статистики у Хмельницькій області чисельність постійного населення за віковими групами становить:
|          | всього | До 15 років | 16-59 років | 60 років і старші |
| чоловіки | 16757  | 3374        | 10940       | 2443              |
| жінки    | 19221  | 3305        | 11409       | 4507              |

### Національний склад
Розподіл населення за національністю за даними перепису 2001 року:
| Національність  | Відсоток |
| --------------- | -------- |
| українці        | 90.00%   |
| росіяни         | 6.56%    |
| поляки          | 2.04%    |
| білоруси        | 0.43%    |
| євреї           | 0.33%    |
| вірмени         | 0.18%    |
| інші/не вказали | 0.46%    |

За даними Всеукраїнського перепису населення 2001 року українці становили 90,0 % населення міста, 6,56 % — росіяни, 2,04 % — поляки, 0,43 % — білоруси, 0,33 % — євреї, 0,18 % — вірмени, 0,06 % — молдавани, 0,06 % — татари.

### Мовний склад
Рідна мова населення за даними перепису 2001 року:
| Мова            | Кількість | Відсоток |
| --------------- | --------- | -------- |
| українська      | 31652     | 92.34%   |
| російська       | 2479      | 7.23%    |
| білоруська      | 39        | 0.11%    |
| польська        | 28        | 0.08%    |
| вірменська      | 21        | 0.06%    |
| єврейська       | 19        | 0.06%    |
| інші/не вказали | 40        | 0.12%    |
| Усього          | 34278     | 100%     |

## Історія

### Давня доба
Археологічними дослідженнями виявлено, що територія міста була здавна  заселена людьми. Найдавніші археологічні знахідки відносяться до періоду неоліту або кам'яного віку, тобто 5-6 тисяч років тому. Виявлено залишки поселень і курган доби бронзи (4 тис. років тому), пам'ятки Черняхівської або ранньої Слов'янської культури (2-5 ст. нашої ери). У 1928 році професором С. Гамченком зареєстрований некрополь із 16 курганів, що знаходиться поблизу Славути. За 5 км на південь від міста  у 1973 році археологічною експедицією під керівництвом кандидата історичних наук С. Березанської розкопано старовинне святилище.

### У складі Речі Посполитої
Поселення на місці Славути вперше згадується під 1617 роком. Саме під цією датою в реєстрі втрат Краснокорецької волості Кременецького повіту Волинського воєводства, яка постраждала від  татарської навали, згадується село Воля Деражнянська (Деражня Воля), яке дало початок місту. Вже в 1619 році на місці нинішньої Славути згадується поселення Славутин. 
 
Заснування Славути пов'язують з локаційним документом від 23 квітня 1633 року, згідно з яким князь Юрій Заславський видав письмовий дозвіл на осадження на своїх землях містечка Славутин, людям «якого вільно буде Правом Магдебурзьким судитися». Офіційним осадником виступив шляхтич Авель Тошковський, обов'язком якого було потурбуватися про будівництво загальноміських споруд: міських укріплень, ратуші та церкви. На 1637 рік у місті  були ринкова площа, чотири вулиці, чотири мури з вісьмома баштами. У 1754 польський король Август III Фрідріх повторно надав містечку Славуті Магдебурзьке право, що надавало дозвіл не тільки на самоврядування та судовий імунітет, але й на пільги щодо торгівлі і ремесел. 

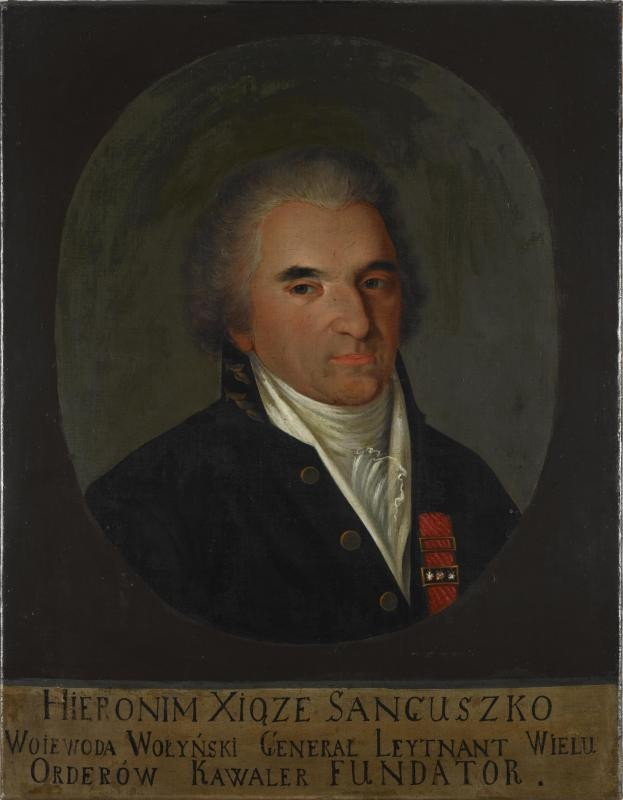
Ієронім Януш Санґушко

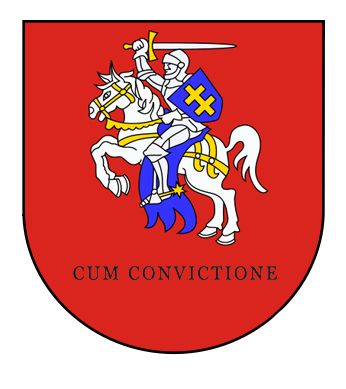
Історичний герб Славути

За час свого існування містечко Славута змінило трьох власників: князі Заславські –  Любомирські –  Санґушки. Поштовх до розвитку місто отримало, коли у 1774 році землі перейшли у спадок  князю Ієроніму Павловичу Санґушку, який замешкав у Славуті.
В останнє десятиліття XVIII  століття у розвитку містечка відбулись значні зміни: розпочато будівництво суконної фабрики та костелу, розширено житлово-господарчий комплекс Славутського маєтку князів Санґушків. 
Події, пов'язані з першим та другим поділами Речі Посполитої, не оминули Славуту. Так, з 17 до 25 червня 1792 року у містечку зупинявся загін польської повстанської армії Тадеуша Костюшка, який рухався з Шепетівки до Заслава[джерело?]. Пізніше, у 1795 році, тут квартирували російські Новгородський і Малоросійський гренадерські полки 1-ї армії під командуванням Міхаіла Кутузова. Загалом, військові дії на Волині негативно позначилися на розвиткові міста.

### У складі Російської імперії

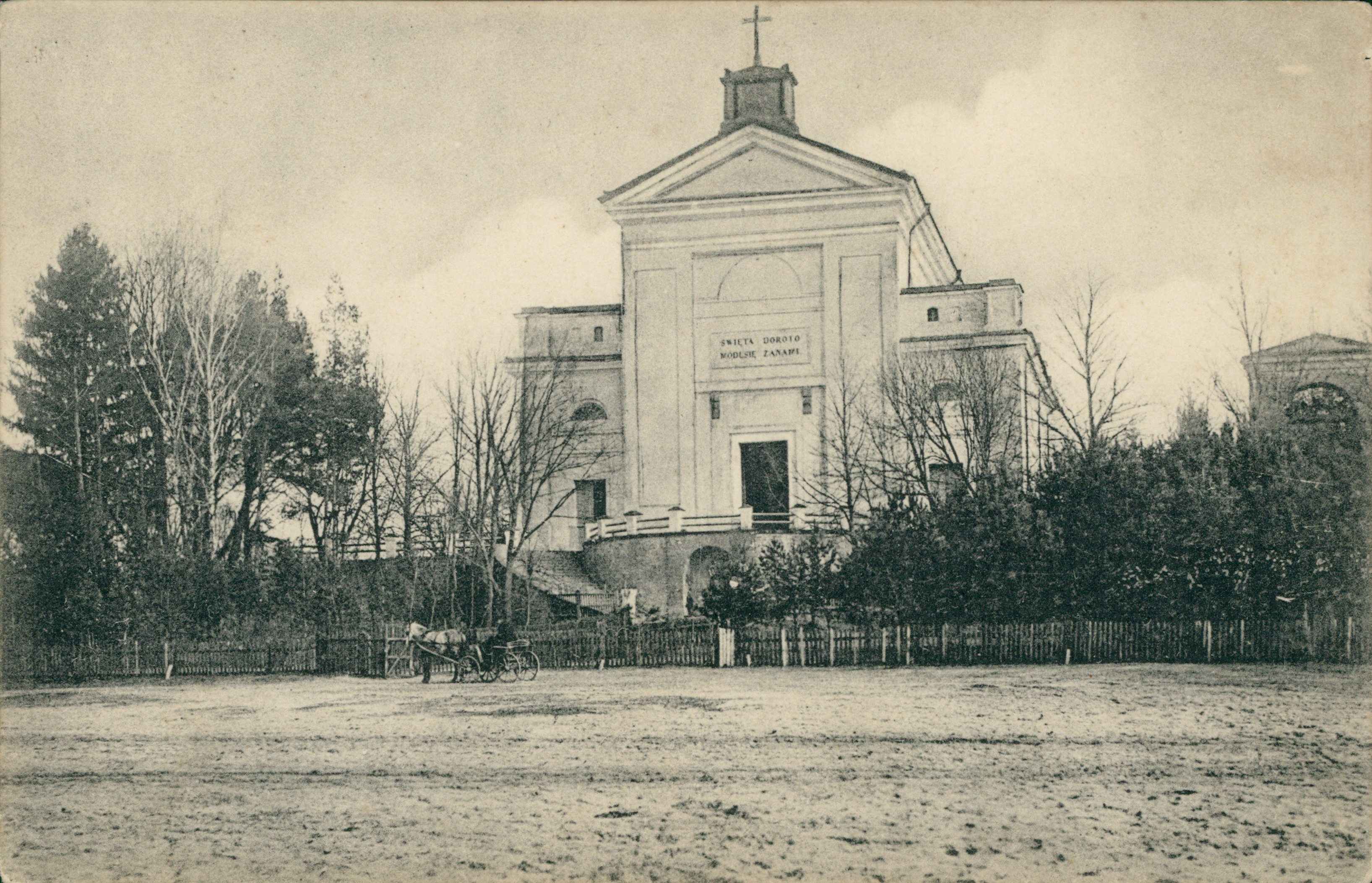
Костел Святої Дороти

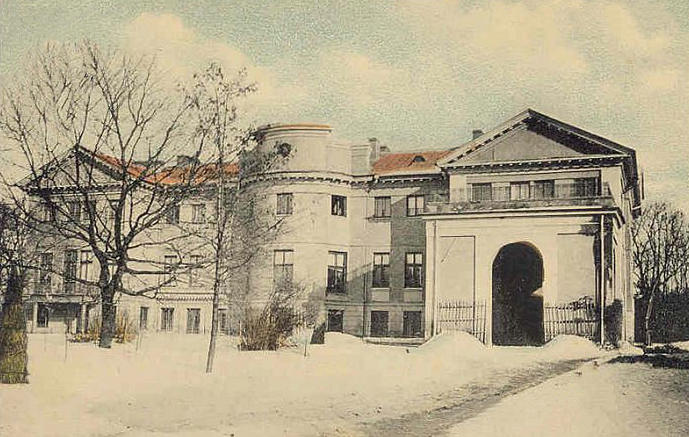
Палац князів Санґушків

З 1795 року князь Євстахій Санґушко, син Ієроніма, зайнявся розбудовою містечка. З культурних подій того періоду слід відмітити приїзд до міста у 1800 році художника Зиґмунта Фоґеля, перевезення до Славути книгозбірні князів Чарторийських з Корця. В місті будується дерев'яна православна церква Святої Анни. У 1797 році містечко Славута у складі Заславського повіту Волинської губернії. В 1866 отримала статус волосного центру Волинської губернії. У 1819 році коштом князя Євстахія Санґушка і парафіян була збудована православна церква Різдва Пресвятої Богородиці, у 1825 році завершене будівництво костелу Святої Дороти. У 1881 році було збудовано євангелістський храм. У 1867 році в містечку відкрито першу початкову школу, у 1887 -  школу для дітей німецької громади та перебудовано православну церкву Святої Анни. 

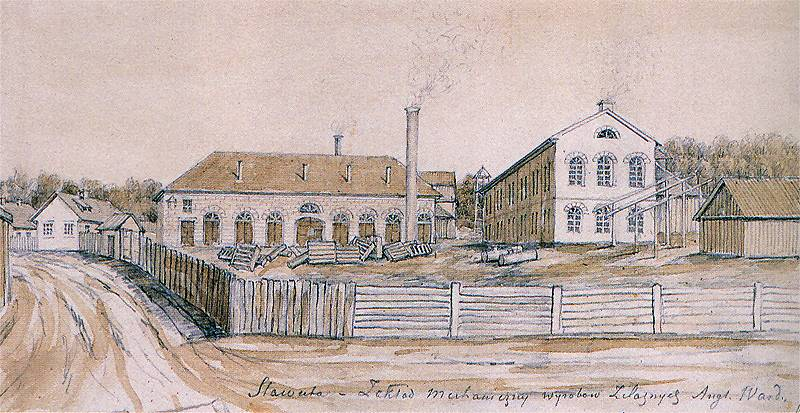
Механічний завод

На початку XIX століття в Славуті засновано промислові підприємства: паперова фабрика (1818), пивоварний завод (1824), свічковий і сальний заводи (1825—1826), каретна майстерня, механічний, фарбувальний і чавуноливарний заводи (1836—1840), миловарний, руберойдовий заводи, завод з виробництва порцеляни (1903). Діяли 4 водяних млини і тартак. 
У 1870 році була прокладена залізнична лінія Київ — Берестя. Регулярна експлуатація лінії почалася з 1873 року, а поблизу містечка була побудована залізнична станція.

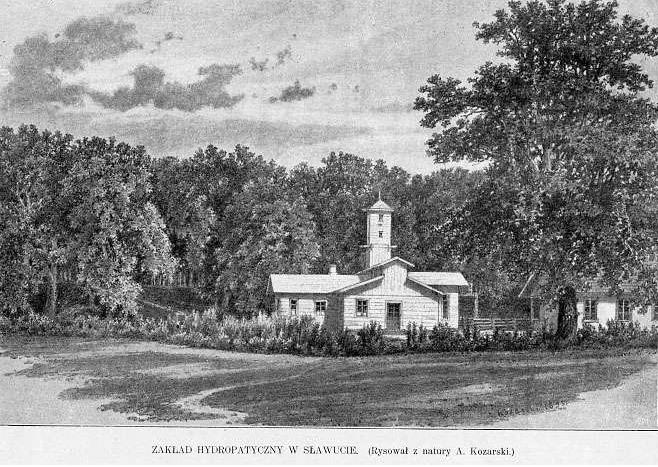
Гідропатичний санаторій

У 1879 році у Славуті був відкритий кумисолікувальний заклад,  в 1894 році почав діяти і гідропатичний заклад. 
На початку XX століття в Славуті було дві православні церкви, три синагоги, костел, лютеранська кірха. Над містом височіла ратуша, зведена у XVIII столітті. Діяли гімназія, двокласне народне училище та церковно-парафіяльна школа, лютеранська парафіяльна школа, приватне комерційне училище, Талмуд-тора, школа рабинів, пізніше відкрито польську парафіяльну школу.
Російська революція 1905 року знайшла відголосок і в Славуті. Робітники влаштовували страйки на підприємствах, селяни вдавалися до самовільних порубок лісів, не виконували розпоряджень мирового посередника.

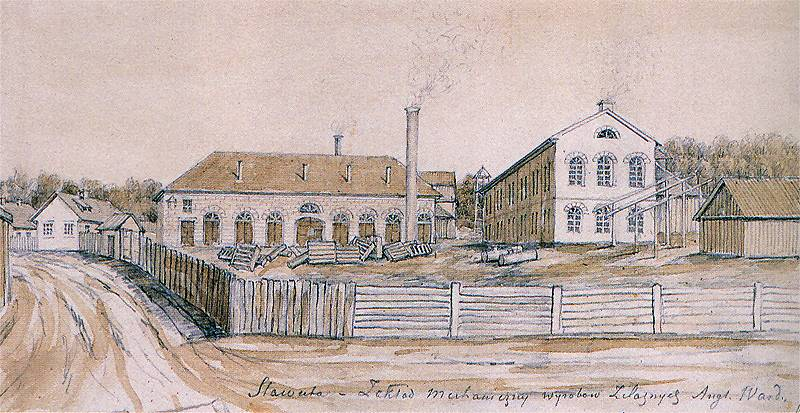
Механічний завод

Початок Першої світової війни перервав подальший розвиток міста. Славута стала прифронтовим містом. Тут та в навколишніх селах стояли тилові і запасні російські військові частини. У роки війни істотно занепало промислове виробництво, скоротилася кількість працюючих. Напружено працювала залізниця, через яку йшли ешелони з військовими та озброєнням на захід, а у зворотному напрямку везли поранених. Після зречення престолу російським імператором Ніколаєм ІІ у березні 1917 року російські солдати, мешканці Славути і околиць почали здійснювати набіги на князівські лісові володіння, вирізали ліс, визбирували ягоди та гриби тощо. Для власної охорони і охорони лісів князь Роман Санґушко найняв 25 драгунів з офіцером з Дубна, які розташувалися в славутському маєтку.

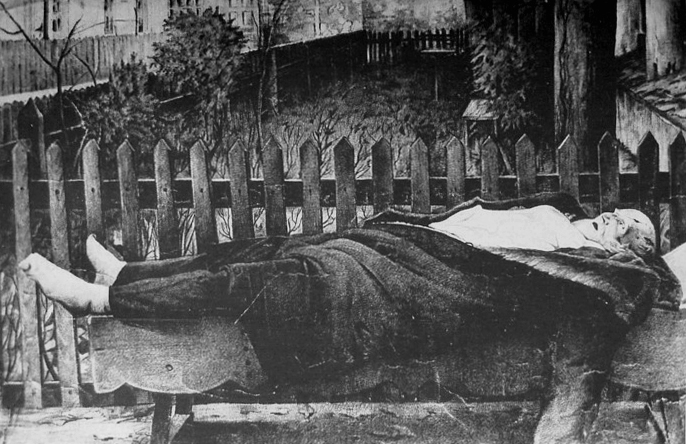
Тіло замордованого Романа Санґушка

Наслідком конфлікту між драгунами, які охороняли княжі володіння, та солдатами 264 запасного піхотного полку, підбурених більшовиками, стало вбивство 1 листопада 1917 року у Славуті останнього спадкового власника Заславської князівщини князя Романа Санґушка. Тоді ж було пограбовано та частково спалено палац. Залишки палацу простояли до 1922 року, а пізніше були розібрані згідно з розпорядженням радянської влади.

### Період Української революції 1917—1921 років
Місто у 1917—1920 роках перебувало у прифронтовій зоні або в зоні військових дій, що неодмінно супроводжувалося конфіскацією майна, грабежами і насильством над мирним населенням. З березня 1917 року, коли повалено монархію, до встановлення радянської влади у листопаді 1920 року, влада у місті змінювалася більше 10 разів, в залежності від того, які війська перебували на його території: Тимчасового уряду, Центральної Ради, Директорії, німецькі, більшовицькі, польські військові підрозділи. Проходили через місто денікінські війська. На початку 1919 року славутчани допомагали у заготівлі продуктів харчування, квартируванні козаків 1-ї кавалерійської сотні Республіканського Січового Загону армії Симона Петлюри, вони підтримували українські війська та владу і лише запровадження більшовиками жорстокого терору змусило населення долучитися до радянської влади.

### Під радянською окупацією

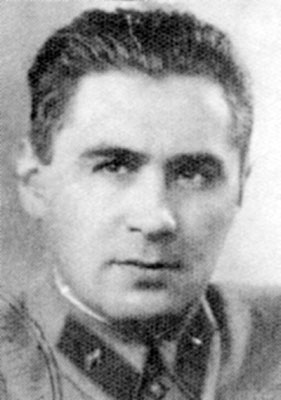
Судоплатов Павло Анатолійович, співробітник ДПУ у Славуті

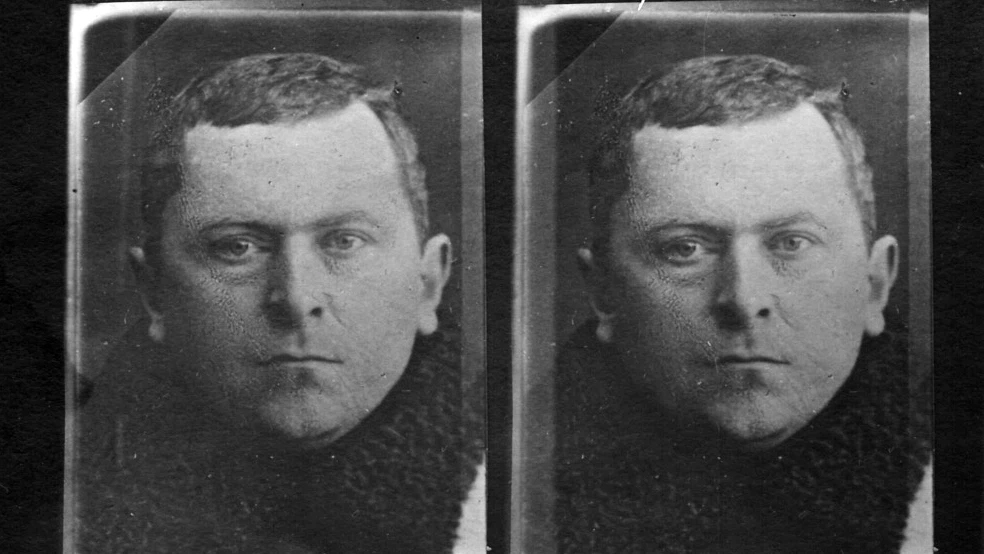
Успенський Олександр Іванович, депутат Верховної Ради УРСР 1-го скликання обраний від Славути

Відповідно до Ризького мирного договору 8 березня 1921 року Славута опинилася в складі Української Соціалістичної Радянської Республіки. З 15 березня 1923 року містечко Славута — районний центр Шепетівської округи. У 1932 році входить до складу Вінницької області. 
У 1930-ті роки чимало містян зазнали поневірянь та переслідувань з боку  злочинної радянської влади: щонайменше 259 жителів міста померли в роки Голодомору (1932—1933 років); з 378 репресованих розстріляно — 158, засуджено до різних термінів ув'язнення -  148, депортовано за межі району та республіки -  44 особи (1930—1950 роки). 
З 1937 року Славута в складі Кам'янець-Подільської (з 1954 — Хмельницької) області.
1938 року надано статус міста.

### Друга світова війна. Рух опору
В період Другої світової війни 4 липня 1941 року Славута була захоплена німецькими військами. У місті запрацювали органи влади окупаційної адміністрації: районна і міська управи, районна міліція, військова комендатура тощо.  
У серпні 1941 року в Славуті створений табір для радянських військовополонених в існуючій до війни тюремній установі по провулку Т. Шевченка. З вересня цього року Славутський табір для військовополонених почав діяти на території колишнього радянського військового містечка, отримавши назву нім. Stammlager 301. Slavuta Zweiglager — «Шталаг 301. Відділення в Славуті», пізніше — «Шталаг 357». 
Про масову загибель військовополонених у Славутському концтаборі в 1941—1943 роках йшлося на Нюрнберзькому процесі над нацистськими військовими злочинцями, хоча СРСР не був учасником Женевських конвенцій, що забезпечували права військовополонених.
Згідно повідомлення радянської Надзвичайної державної комісії по розслідуванню злодіянь німецьких загарбників у таборі загинуло близько 150 тисяч військовополонених. Нині військове кладовище таборів радянських військовополонених, що діяли у Славуті, має статус пам'ятки історії місцевого значення. За роки незалежності тут створено Меморіальний комплекс «Поле пам'яті».
У липні 1941 року розпочалися розстріли євреїв. У березні 1942 року окупаційна влада створила гетто. Найтрагічніший день Холокосту — 27 червня 1942 року, коли нацистами на південно-східній околиці Славути розстріляно 2500 євреїв міста і довколишніх сіл.
Активно діяли радянські підпільні організації в установах та на підприємствах міста. На 1942 рік Славутська окружна підпільна організація нараховувала 23 підпільні групи та тісно співпрацювала з підпільними групами Шепетівки, Грицева, Антонін, Плужного, Берездова, Ізяслава та інших. 5 серпня 1942 року був страчений керівник Славутського підпілля Федір Михайлов.
День втечі найбільшої групи військовополонених з табору 14 червня 1942 року був оголошений датою створення партизанського загону, який згодом переріс у велике Партизанське з'єднання ім. Ф. Михайлова під командуванням військового злочинця Антона Одухи.
З кінця 1943 року славутські ліси потрапляють в сферу впливу Української Повстанської Армії, що ставила собі за мету знищення влади німецьких та радянських загарбників в Україні та встановлення незалежної, суверенної Української держави. Практично на Славутчині розгортається боротьба супроти двох ворогів — німців та совєтів. Діяли осередки ОУН були менш чисельними. Одним з відомих осередків українського руху опору стала підпільна група «За Україну», яку створив вчитель з села Крупець Іван Олійник.
У ніч з 14 на 15 січня 1944 року під прикриттям артилерійського обстрілу до Славути увійшов взвод радянського партизанського загону І. Музальова під командуванням М. Шевчука. 18 січня до Славути вже зайшли регулярні радянські війська. Цей день вважається офіційним днем звільнення міста від нацистських окупантів. Внаслідок тривалої окупації міста загинуло близько 2,5 тисяч його мешканців, з них -  2296 громадян єврейської національності[джерело?]. Декілька десятків містян розстріляні за зв'язок з партизанами і підпільниками, 85 мешканців вивезено на каторжні роботи в Німеччину. На фронтах війни і у ворожому тилу в боях загинуло 718 славутчан.
12 травня 1944 року поблизу Славути у лісі поруч із селом Стригани відбувся бій між вояками УПА Південно-Волинського з'єднання під керівництвом М. Свистуна-Ясеня і радянським партизанським загоном А. Одухи. В результаті бою 127 упівців вбито, 28 — взято в полон.
31 травня 1944 поблизу Славути партизани УПА збили літак У-2. Пілота захопили в полон і убили.

### Славута радянська

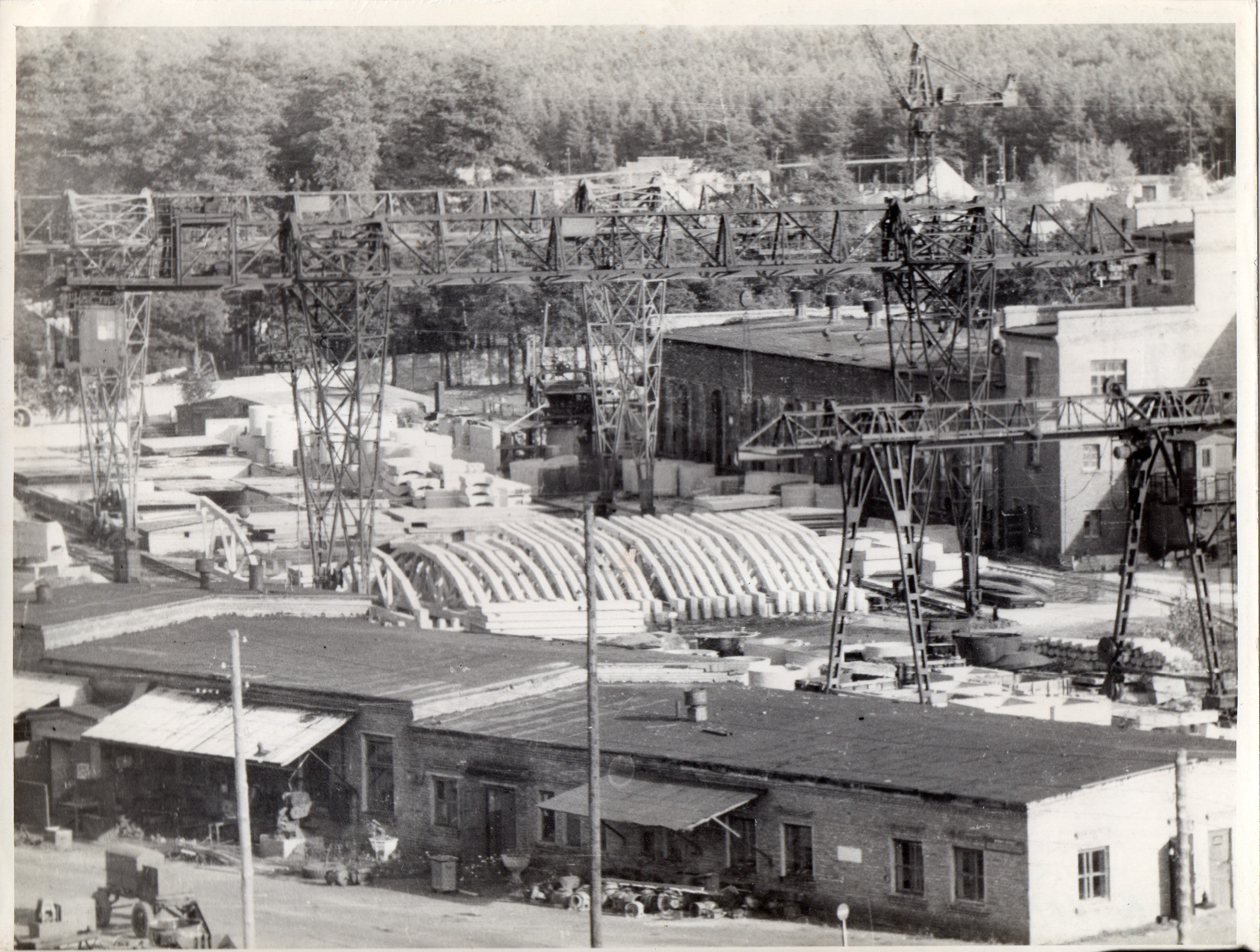
ЗБК-вид на майданчик полігону ФПЦ-2

Одразу після повернення радянської влади в місті приступили до відбудови втрачених та відновлення пошкоджених об'єктів: лісозаводу, фаянсового заводу, паперової фабрики, меблевої артілі, інших підприємств, кінотеатру, будинку культури, клубів, бібліотек, житлових будинків. У 1947 році побудовані завод залізобетонних конструкцій та склозавод.
50-і — 60-і роки стали періодом промислового зростання.  
У 1954 році видав першу продукцію Славутський цикоросушильний завод. Реконструюються заводи залізобетонних конструкцій, склозавод, толевий, лісохімічний, суконна фабрика. Розбудовується інфраструктура міста. У 1964 році вирішено питання забезпечення Славути водою з артезіанських свердловин. У 1965 році збудований перший п'ятиповерховий будинок, перший дев'ятиповерховий з'явився у 1988 році. Брукуються та асфальтуються вулиці.  Для обслуговування населення діяло 47 підприємств сфери послуг. Будуються соціально-культурні об'єкти: школи № 1, 3, лекторій, приміщення Центральної районної бібліотеки. У 1979 році Славута стає містом обласного підпорядкування.
Великим будівництвом позначені 80-і роки: здані в експлуатацію 3 корпуси ЦРЛ, два мости на річці Горинь, ДЮСШ та стадіон, історичний музей, спортивний комплекс, дитячий садок № 5, солодовий завод. У місто підведено природний газ. У 1980 році розпочато забудову мікрорайону «Сонячний».
З ініціативи активістів РУХу 30 вересня 1990 року на площі Шевченка у сквері поблизу кінотеатру відбувся мітинг мешканців Славути та приїжджих, під час якого вперше в місті урочисто був піднятий національний прапор України.

### В період незалежної України
- 20 вересня 1991 року на площі Шевченка міста відбувся мітинг «За незалежну Україну», організований Славутським осередком Народного руху і Славутським міськвиконкомом. В жовтні 1991 року в районному Будинку культури із славутчанами зустрічався В.Чорновіл — народний депутат Верховної Ради України. У референдумі на підтвердження Акту проголошення незалежності України, що проходив 1 грудня 1991 року, взяли участь 90,7 % виборців міста Славути та Славутського району, з них 94,5 % сказали «Так» незалежності України.
- 24 серпня 2008 року в День Незалежності України в місті стартувала акція «Вишиваємо прапор міста разом».
- 90-і роки позначились складною економічною ситуацією. У 1996 році спад промислового виробництва в цілому по місту склав 23,2 %, зросла кількість збиткових підприємств. Проводиться приватизація житла, підприємств, закладів торгівлі. Загострюються соціальні проблеми, зростає розшарування населення. 1993 року затверджено проєкт герба міста (автор — В. Садихян), 2009 року внесені зміни (автор — М. Паламарчук).
- 29 жовтня 2002 року з нагоди 170-річчя від дня народження князя Р. Сангушка найдовшу вулицю міста, що пролягає від князівського парку до залізничної станції Славута, перейменовано на вулицю Князів Сангушків. У 2007 році змінено назву ще 40 вулиць та провулків, що носили імена комуністичних партійних діячів та діячів міжнародних організацій — ідеологів комуністичного майбутнього.

У 2017 році на державному рівні та урочисто відзначався ювілей – 400 років з часу першої писемної згадки про місто Славуту (1617 р.).
- 18 вересня 2018 року створена Славутська міська об'єднана територіальна громада, до міста  приєднано два села — Варварівка та Голики.

### Революція Гідності та російсько-українська війна
Під час Революції Гідності 2013—2014 рр. славутчани підтримали проєвропейський напрямок. Під гаслом «Наш вибір — Євросоюз!» 24 листопада 2013 року в  Славуті відбулося міське віче, на яке на площу до Будинку рад вийшло близько 500 містян.
Обурені рішенням Уряду щодо призупинення роботи по підготовці до підписання Угоди про асоціацію з ЄС, славутчани підтримали загальноукраїнську акцію протесту. Одностайним голосуванням учасники заходу затвердили відповідну резолюцію.
Зверненням, схваленим 3 грудня 2013 року на 36-й позачерговій сесії Славутської міської ради шостого скликання, депутати Славутської міської ради  висловили недовіру тодішньому президенту України Віктору Януковичу, прем'єр-міністрові України Миколі Азарову та голові Верховної Ради України Володимиру Рибаку. Сотні славутчан брали участь у загальноміських мітингах, які відбувалися на центральній площі міста, їздили на Майдан до Києва в підтримку протесту проти дій тогочасної влади, збирали кошти та продукти харчування для мітингарів.
10 липня 2015 року на знак вшанування загиблих під час Революції Гідності у місті  відкритий пам'ятник знак Героям Небесної Сотні. Пам'ятник є символом боротьби українського народу за свою волю.
21 квітня 2019 року за ініціативи громадських організацій у місті на честь Героїв Небесної Сотні відкрито ще один пам'ятний знак — Меморіальний майданчик «Вільний вогонь».
З перших днів повномасштабного російського вторгнення військовозобов'язані мешканці міста та району влилися в ряди Збройних Сил України для захисту територіальної цілісності та незалежності держави від російських окупантів і їх найманців. У зоні бойових дій загинуло 8 уродженців міста. Їм присвоєно звання Почесного громадянина міста Славути, на фасадах шкіл, де вони навчались, встановлені пам'ятні дошки. В історичному музеї розгорнута експозиція, присвячена подіям війни. У 2015 році в місті встановлена «Стела Пам'яті героїв АТО/ООС Славутчини», на якій розміщені світлини 15-ти полеглих  захисників України.
Вночі 26 жовтня 2023 року за офіційними даними внаслідок падіння уламків російських дронів було завдано шкоди багатьом будинкам та об'єктам інфраструктури в місті. Вдень було відомо про 18 постраждалих, двоє з них перебували в реанімації. За словами мера Василя Сидора було «пошкоджено всі об'єкти освіти — це 28 об'єктів, різний рівень пошкоджень. Пошкоджена лікарня, промислові підприємства, понад 300 багатоповерхових будинків і приватний сектор».

## Економіка

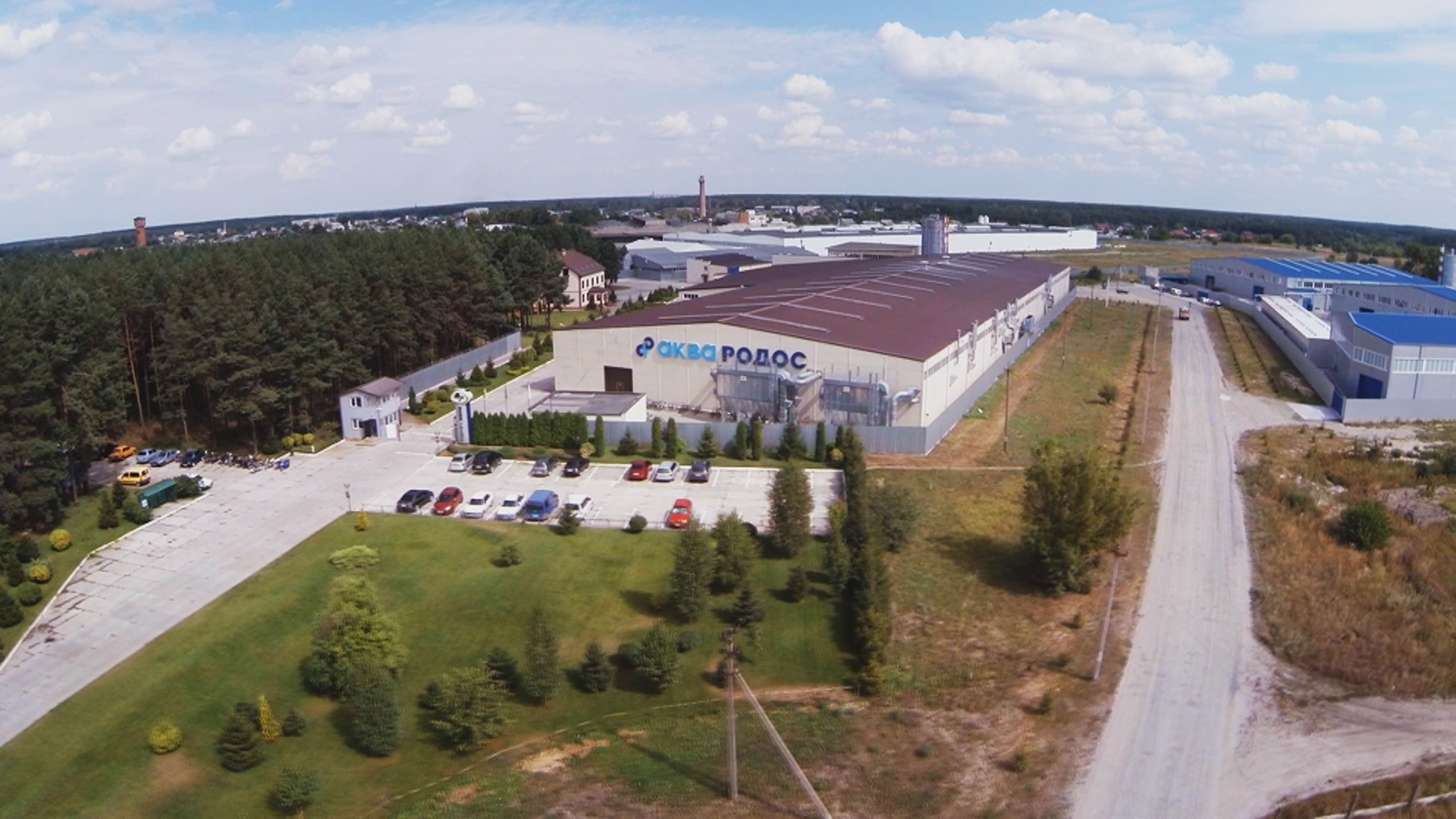
Промислові підприємства

### Економічний потенціал
- Славута — важливий розвинений промисловий центр півночі Хмельницької області та індустріально розвиненого північно-західного  регіону загалом. Основу економіки міста складає переробна промисловість.
- За даними Головного управління статистики в Хмельницькій області, промисловими підприємствами за 2020 р. реалізовано промислової продукції (товарів, послуг) на 1988,1 млн.грн., що на 3,3 %, або на 63,314 тис. грн. більше, ніж за 2019 рік.
- У структурі обсягів реалізованої промислової продукції 97,0 % припадає на переробну промисловість, з неї: 6,4 % — на виробництво харчових продуктів, напоїв і тютюнових виробів, 1,3 % — на виробництво одягу,12,1 % — вироблення виробів з деревини,  35,5 % — виробництво іншої неметалевої мінеральної  продукції, 1,0 % — на машинобудування, 40,7 % — виробництво меблів.
- Обсяг реалізованої промислової продукції на одну особу населення за  2020 р. становило 56260,8грн, що на 1791,7 тис. грн. більше, ніж за 2019 р.
- Експортну діяльність в країни ЄС здійснюють 28 підприємств (Велика Британія, Швейцарія, Німеччина, Польща, Румунія, Нідерланди, Латвія, Чехія, Італія), країн Азії (Казахстан, Грузія) та сусідніх країн (Білорусь, Молдова).
- Найбільшими експортерами в громаді є: ПрАТ «ГЕБЕРІТ КЕРАМІК ПРОДАКШН», ТОВ «Аква-Родос», ТОВ «Родорс», ТОВ «Ювента», ТОВ «Сансервіс», ТДВ «Славутський цикорієсушильний завод», ПрАТ «Горинь», ТОВ «Технобазальт-Інвест», які демонструють на закордонних ринках здатність наших вітчизняних підприємств виробляти конкурентоспроможну продукцію.
- Основними групами експорту товарів є: виробництво керамічних санітарно-технічних виробів; виробництво меблів для ванних кімнат; виробництво інших меблів; виробництво харчових продуктів; текстильне -  виробництво робочого одягу; виробництво базальтового волокна.

Кількість суб'єктів малого та середнього  підприємництва у Славутській міській ТГ становить 1431 одиниць, у тому числі: фізичних осіб — підприємців -1289, суб'єктів малого підприємництва — 123, суб'єктів середнього підприємництва -19.
Чисельність зайнятих у суб'єктів середнього та малого підприємництва становить 4517 осіб, в тому числі у суб'єктів середнього  підприємництва — 3857 осіб (85,4 % до загальної кількості зайнятих), у суб'єктів малого підприємництва — 660 осіб (14,6 % загальної кількості зайнятих). На 19 найбільших промислових підприємствах задіяні 85,4 % кадрового потенціалу промисловості, що становить 42,1 % від усього зайнятого та 14,2 % від усього економічно активного населення громади.
Славута є активним учасником міжнародних ініціатив: член європейської ініціативи «Угода мерів-Схід» (EU4Energy) — План дій сталого енергетичного розвитку учасник ініціативи ЄС «Мери за економічне зростання» (M4EG) — План місцевого економічного розвитку.

### Індустріальний парк

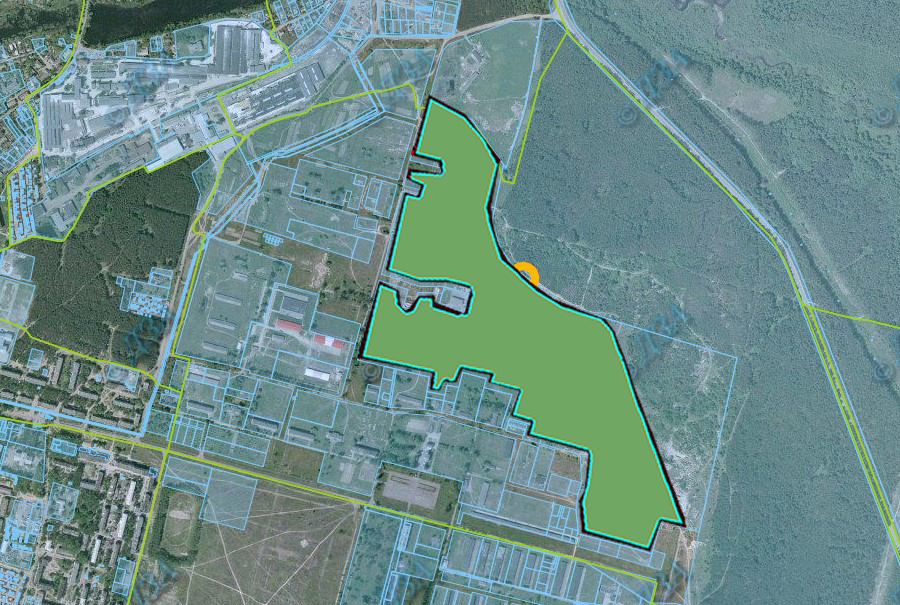
Картографічне зображення меж Індустріального парку"Славута"

- Включений у Реєстр індустріальних парків України 07. 02. 2014 р. (другий в Україні, перший на Хмельниччині). Площа земельної ділянки — 50 га, строк, на який створений — 50 р.
- Пріоритетні напрямки діяльності для визначення функціонального призначення — галузі середнього та малого машинобудування, деревообробна, галузь фармацевтики.
- Розташований у східній частині міста за 1,5 км від житловихї масивів на території промислової зони, де працюють три потужні промислові підприємства, що виготовляють з місцевої сировини сантехніку, меблі для ванних кімнат, вхідні та міжкімнатні двері («ГЕБЕРІТ КЕРАМІК ПРОДАКШН», ТОВ «Аква-Родос», ТОВ «Родорс»).
- Індустріальний парк має вигідне розташування — поруч митниця, автошлях регіонального значення, залізничне сполучення. Створена можливість підключення до комунікацій.
- На завершенні будівництво бетонної дороги (ширина 7,5 м, площа ≈ 22 тис./м2), що забезпечує пряме сполучення промислової зони із автошляхом регіонального значення Р05.
- Розвиток індустріального (промислового) парку «Славута» є пріоритетним проєктом інвестиційного розвитку північного регіону Хмельниччини.
- Славутська міська рада проводить пошук інвесторів, яким гарантує вигідні умови інвестування; мінімізацію інвестиційних ризиків; надійність капіталовкладень; чесність, відкритість та прозорість у партнерських стосунках.

Також, сформовано 15 інвестиційно-привабливих об'єктів, серед яких земельна ділянка на вул. Я. Мудрого (60 га), земельні ділянки по 1 га, житлові, господарські будівлі, об'єкти промисловості, будівлі соціально-культурного призначення.

## Освіта

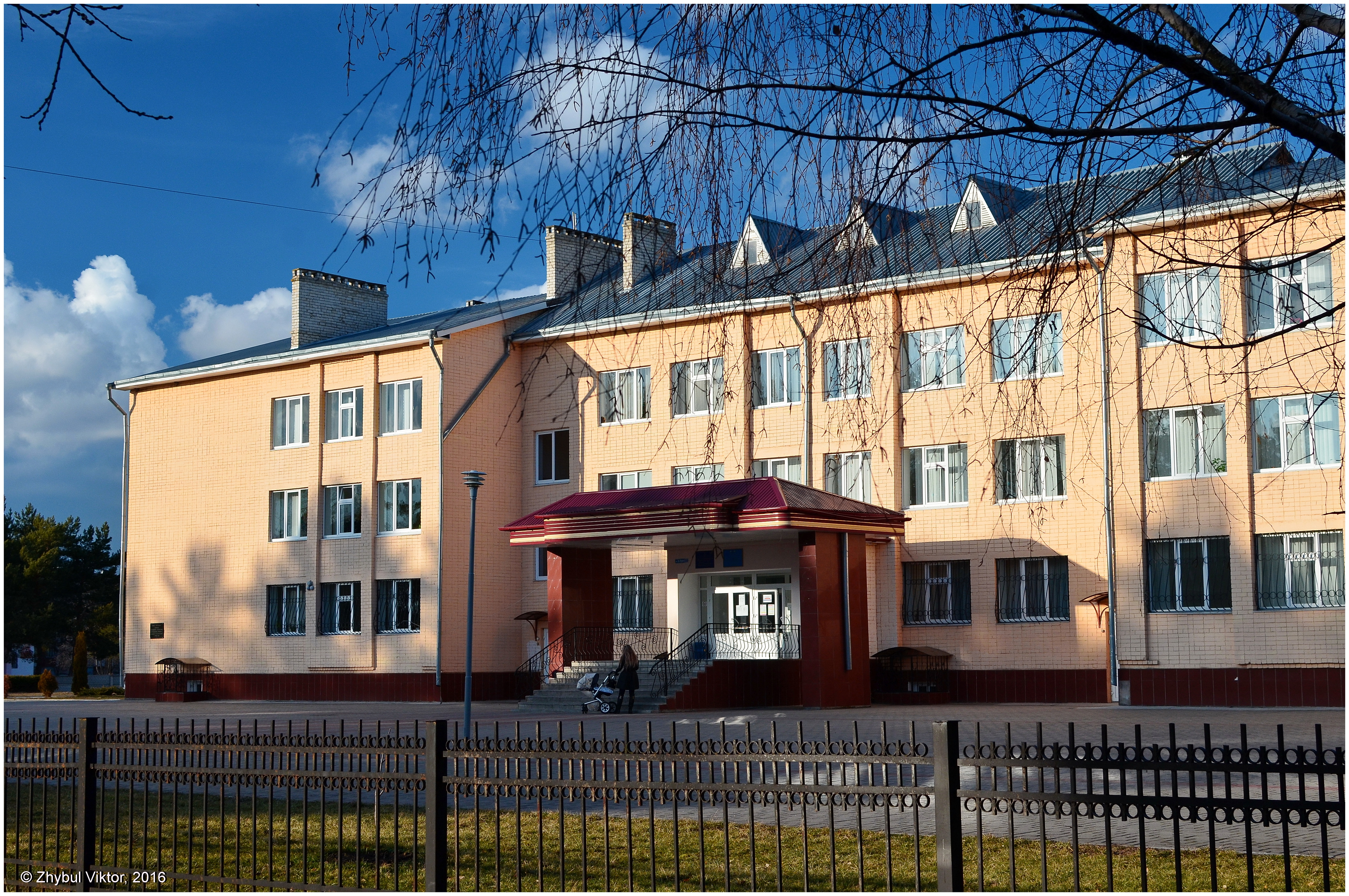
НВК «Спеціалізована школа I—III ступенів», ліцей «УСПІХ»

- У місті Славута створена спроможна мережа закладів освіти. Освітній простір міста розвивається на принципах комфортності, безпеки, безбар'єрності, енергоефективності та сучасного мотивуючого дизайну, формування ефективної моделі профільної школи. 9 закладів дошкільної освіти забезпечують оптимальні умови для здобуття дітьми дошкільної освіти відповідно до потреб жителів міста.
- Загальна середня освіта міста представлена 9 закладами загальної середньої освіти: 6 гімназій, що забезпечують здобуття початкової та базової середньої освіти, 3 заклади загальної середньої освіти забезпечують профільне навчання. Крім того, у місті функціонує заклад інституційного догляду та виховання дітей системи освіти: Славутський ліцей ІІ-ІІІ ступенів Хмельницької обласної ради. Державний професійно-технічний навчальний заклад «Славутський професійний ліцей» забезпечує реалізацію права громадян міста на здобуття робітничих кваліфікацій та повної загальної середньої освіти.
- Для розвитку творчих здібностей дітей функціонують заклади позашкільної освіти Будинок дитячої творчості, Станція юних техніків, Дитячо-юнацький центр туризму та екологічної роботи та Дитячо-юнацька спортивна школа.
- Для надання послуг дітям з особливими освітніми потребами відкрито комунальну установу «Інклюзивно-ресурсний центр» Славутської міської ради.
- У 2020 році у системі освіти міста створено нову інституцію: Комунальну установу «Центр професійного розвитку педагогічних працівників» Славутської міської ради.

### Заклади загальної середньої освіти
- Загальноосвітня школа І-ІІІ ступенів № 1;
- Навчально-виховний комплекс «Дошкільний навчальний заклад — загальноосвітній навчальний заклад І ступеня, гімназія»;
- Славутська гімназія № 3;
- Славутська гімназія № 4;
- Славутська гімназія № 5;
- Славутська гімназія № 6;
- Славутська гімназія № 7;
- Славутський навчально-виховний комплекс «Спеціалізована школа I—III ступенів, ліцей „Успіх“;

### Заклади  дошкільної освіти
- Заклад дошкільної освіти (дитячий садок) № 1 „Пізнайко“;
- Дошкільний навчальний заклад(ясла-садок) № 2 „Подоляночка“;
- Дошкільний навчальний заклад (ясла-садок) № 3 „Росинка“;
- Дошкільний навчальний заклад № 4 „Сонечко“ (ясла-садок) загального типу;
- Заклад дошкільної освіти  (ясла-садок) комбінованого типу № 5 „Квіткограй“;
- Дошкільний навчальний заклад (ясла-садок) № 6 „Золота рибка“;
- Дошкільний навчальний заклад (ясла-садок) № 7 „Дюймовочка“;
- Дошкільний навчальний заклад (ясла-садок) № 9 „Теремок“;
- Центр раннього розвитку дитини „Дивосвіт“.

### Позашкільні заклади
- Будинок дитячої творчості;
- Станція юних техніків;
- Дитячо-юнацький центр туризму та екологічної роботи;
- Дитячо-юнацька спортивна школа.

### Комунальні установи
- Комунальна установа „Центр професійного розвитку педагогічних працівників“;
- Комунальна установа „Інклюзивно — ресурсний центр“.
- Славутський ліцей II—III ступенів Хмельницької обласної ради.
- Державний професійно-технічний навчальний заклад „Славутський професійний ліцей“.

## Релігія

### Греко-католицькі
- Церква святих верховних апостолів Петра і Павла

### Православ'я
- Церква Різдва Пресвятої Богородиці УПЦ (МП)[7]
- Церква ікони Божої Матері „Скоропослушниці“ УПЦ (МП)
- Жіночий монастир святої праведної Анни УПЦ (МП)

### Римо-католицька
- Костел Святої Дороти

## Культура

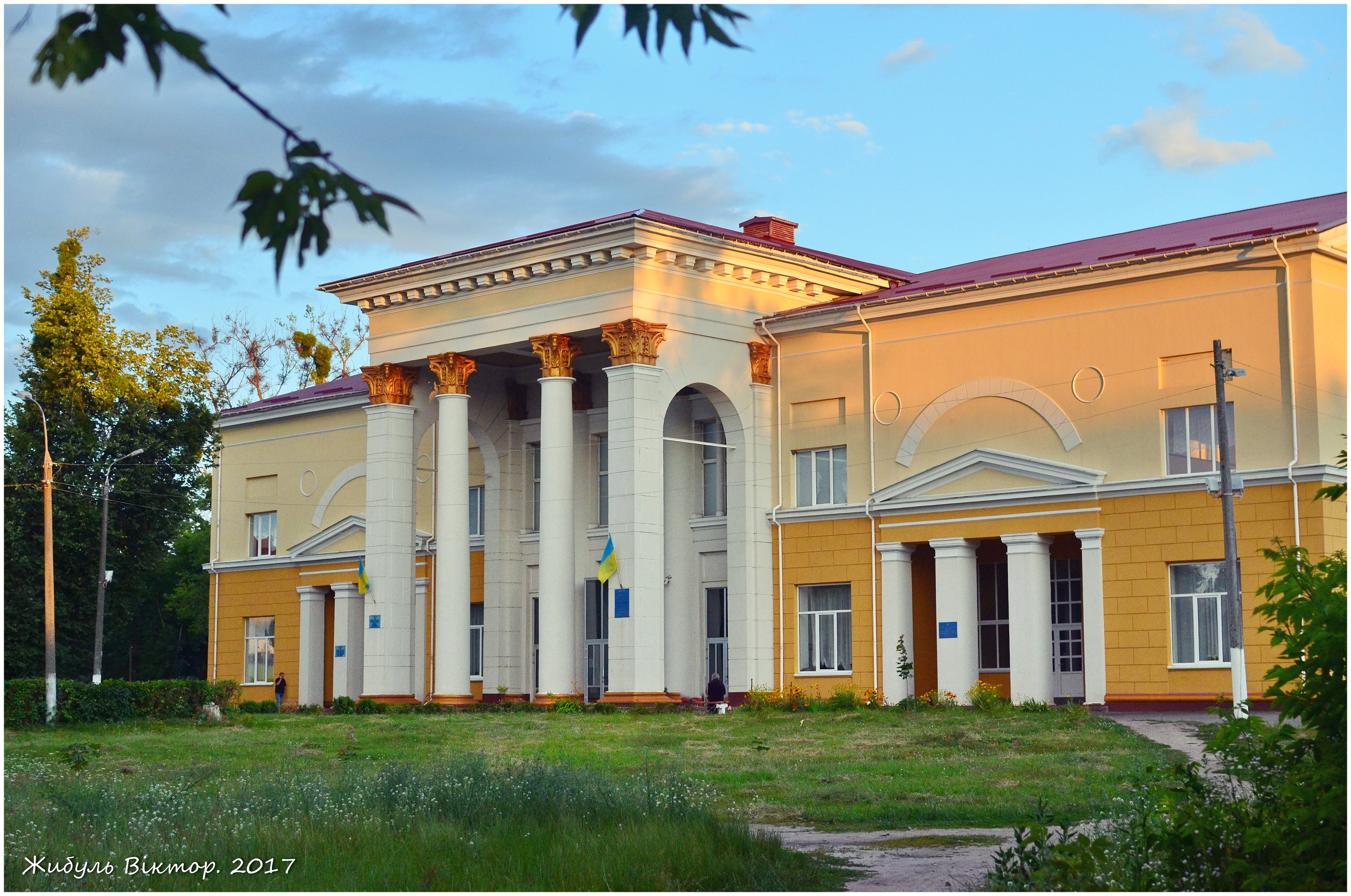
Міський Палац культури

В місті збережено мережу і кадровий потенціал установ культури і мистецтва.
- У Комунальному закладі „Славутський міський Палац культури“ функціонує 17 гуртків художньої самодіяльності. З них — 4 мають звання народного аматорського: театр пісні „Сусіди“, хореографічний колектив „Оксамит“, ансамбль танцю „Пролісок“, хор ветеранів „Співуче джерело“.
- У 2016 році проведено реконструкцію і реекспозицію Славутського історичного музею. В закладі працює 14 розгорнутих експозицій. Загальна кількість музейних предметів складає 12 972 од., з них — 7500 основного, 5472 науково-допоміжного фонду.
- Осередком культурного життя міста є Мистецька школа „Славутська школа мистецтв“. Навчання здійснюється на п'яти відділах, плідно працюють 18 дитячих ансамблів та 4 дорослих. З них, серед дитячих -  2 зразкових аматорських (фольклорний гурт „Щедрик“, інструментальний ансамбль „Скерцо“), серед дорослих — народний аматорський інструментальний ансамбль „Mixtur“, аматорський хореографічний ансамбль викладачів „Славутські викрутаси“. За 64 роки існування закладу тут здобуло мистецьку освіту близько 1940 дітей.

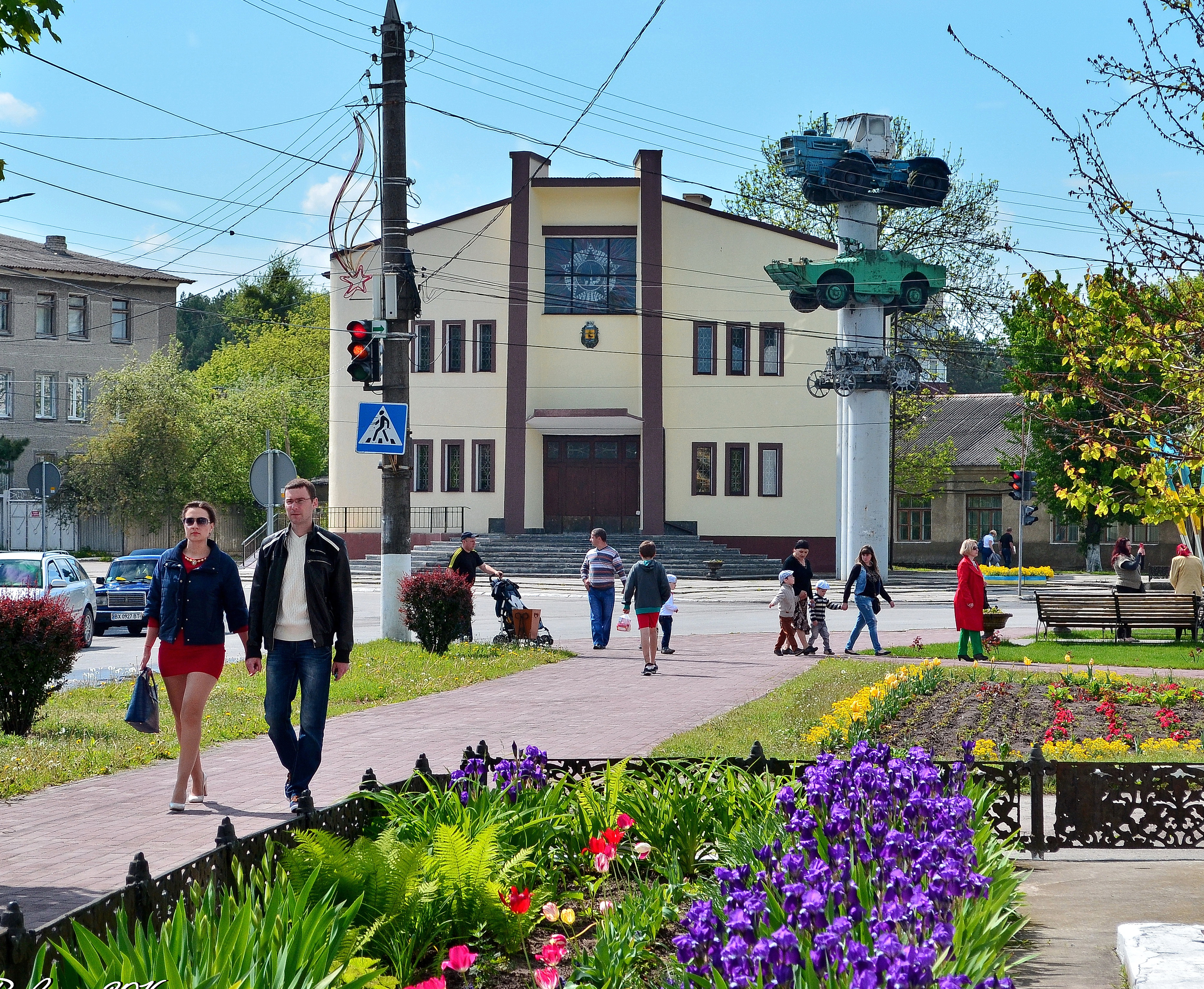
Славутський історичний музей

- Читацький попит задовольняють дві бібліотеки. Фонд міської бібліотеки для дорослих становить 20555 примірників, міської бібліотеки для дітей — 21364 примірники. В бібліотеці для дорослих діє два клуби за інтересами. На базі закладу проводить заняття Університет 3 віку. Працює бібліотечний Хаб.
- У 2019 році після капітального ремонту на базі колишнього Будинку культури комбінату „Будфарфор“ створений заклад нового типу -  Центр культурно-мистецьких ініціатив. Працюють „Creative music lab“, аматорська театральна студія „Терен“, танцювальна студія, успішно зарекомендував себе соціальний проєкт „НеМагазин“.
- Завдяки реконструкції кінотеатру ім. Т. Шевченка оновлено велику глядацьку залу та облаштовано малу залу для перегляду кінофільмів у 3D форматі.
- У 2005 році відновив роботу Славутський муніципальний духовий оркестр. У його складі — диригент і 12 музикантів.

#### Парк „Славутський“
- Документальні джерела засвідчують, що парк закладено у 1772 році. Саме тоді у Славуту з містечка Корниця князі Сангушки перенесли свою резиденцію на Волині. Першим князем, який поселився в Славуті, був князь Ієронім Сангушко.
- Парк було розбито з ініціативи княгині Барбари Дуніної, третьої дружини князя Павла Сангушка.
- Складний за рельєфом парк містить пагорб, що височить над містом. Тут розміщався князівський палац, інші будівлі, неподалік них — костел.
- Парк було частково обнесено металевою огорожею, частково — високим цегляним парканом, що збереглися дотепер. До входу в парк існувало троє кованих металевих воріт. Одні з них, збережені та відреставровані, сьогодні можна побачити на центральному вході до парку.
- В сучасних межах парк займає 6,5 га, тут ростуть місцеві породи дерев віком 120—150 років. Всього нараховується близько 700 дерев і кущів 24 видів. Основними породами дерев парку є сосна, липа, каштан, клен, ясен. Серед невластивих нашій місцевості видів — сосна чорна, глечія колюча, бук, платан.
- Парк відкрито для відвідувачів у 1959 році. Він є пам'яткою садово-паркового мистецтва місцевого значення. Заповідний об'єкт входить до складу природно-заповідного фонду України.
- На території парку розміщуються об'єкти дозвілля: танцювальний, дитячий майданчики, стадіон, майданчик для велотріалу, дитяче кафе.

#### Меморіальний комплекс „Поле Пам'яті“
- З вересня 1941 року на південно-східній околиці Славути нацистською окупаційною владою було створено концентраційний табір для військовополонених радянських воїнів — „Шталаг 301“, пізніше „Шталаг 357“. Цей табір більше відомий під назвою „Грослазарет Славута — цвай. Табір 301“. Табір розміщався у десяти триповерхових казармах для розміщення особового складу військових частин, які були побудовані у 1933—1934 рр. Умови утримання в таборі були вкрай важкими. Адміністрація, німецькі лікарі й охорона табору проводили масове винищення військовополонених, створивши нестерпні умови перебування: спеціального режиму голоду, скупченості та антисанітарії, застосування катувань та прямих вбивств, позбавлення хворих і поранених лікування та примушування до тяжкої праці. За офіційними даними, у таборі загинуло 150 тис. військовополонених, з них відомо імена 18360 чоловік.
- Меморіальний комплекс „Поле Пам'яті“ занесено до Державного реєстру пам'яток історії місцевого значення (охоронний № 1037).
- У 1998 році на братському кладовищі встановлений пам'ятник, автором якого став архітектор А. Ігнащенко. У 2001 році споруджено обеліск з написом: „Вічна пам'ять жертвам фашизму, 150000 воїнам Радянської Армії, загиблим у 1941—1944 рр. в концтаборі для військовополонених Грослазарет. Славута“.
- У 2006 році проведені комплексні роботи із впорядкування території військового кладовища, встановлено насипний курган із п'ятьма обелісками.
- З 2007 року на території Меморіального комплексу „Поле Пам'яті“ проводяться перепоховання останків радянських та німецьких військовополонених  - жертв нацистських та радянських концтаборів, що діяли під час Другої Світової війни у західному регіоні та Правобережжі України. Всього перепоховано 4851 радянських та 2442 німецьких воїнів.

## Пам'ятки

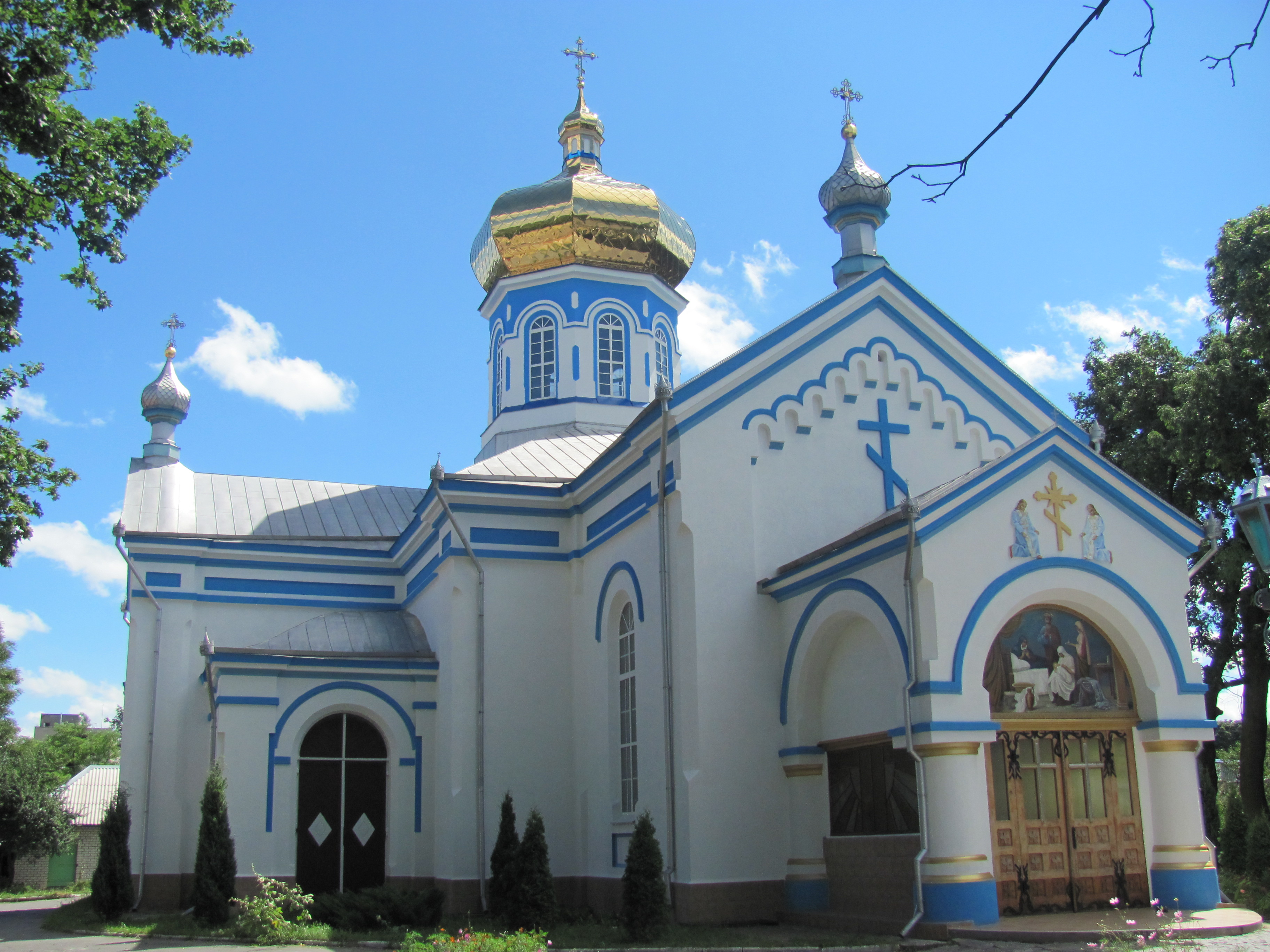
Собор Різдва Пресвятої Богородиці

Кафедральний собор Різдва Пресвятої Богородиці
- Побудований у 1819 році на кошти прихожан та князя Євстафія-Еразма Сангушка, предводителя дворянства Волинської губернії. Інтер'єр храму є яскравим зразком стилю бароко, за багатьма ознаками — це українське (козацьке) бароко. Архітектурний ансамбль багатоглавого семидільного храму — змішаного стилю, строгі лінії стін, вікон, фронтонів, сувора відповідність церковним канонам свідчать про переважаючий класицизм екстер'єру.
- При реставрації 1908 року розписи храму виконані Олександром Мурашком та Семеном Івковським — відомими київськими художниками, які належали до мистецьких шкіл Васнецова та Нестерова. Митців було запрошено князем Романом Даміаном Сангушком. Роботу було зроблено за ескізами Володимирського собору м. Києва, над яким у свій час працювали Мурашко та Івковський.
- Храмовий образ Різдва Богородиці є списком з відомої ікони храму Христа Спасителя, написаної професором Бронніковим.

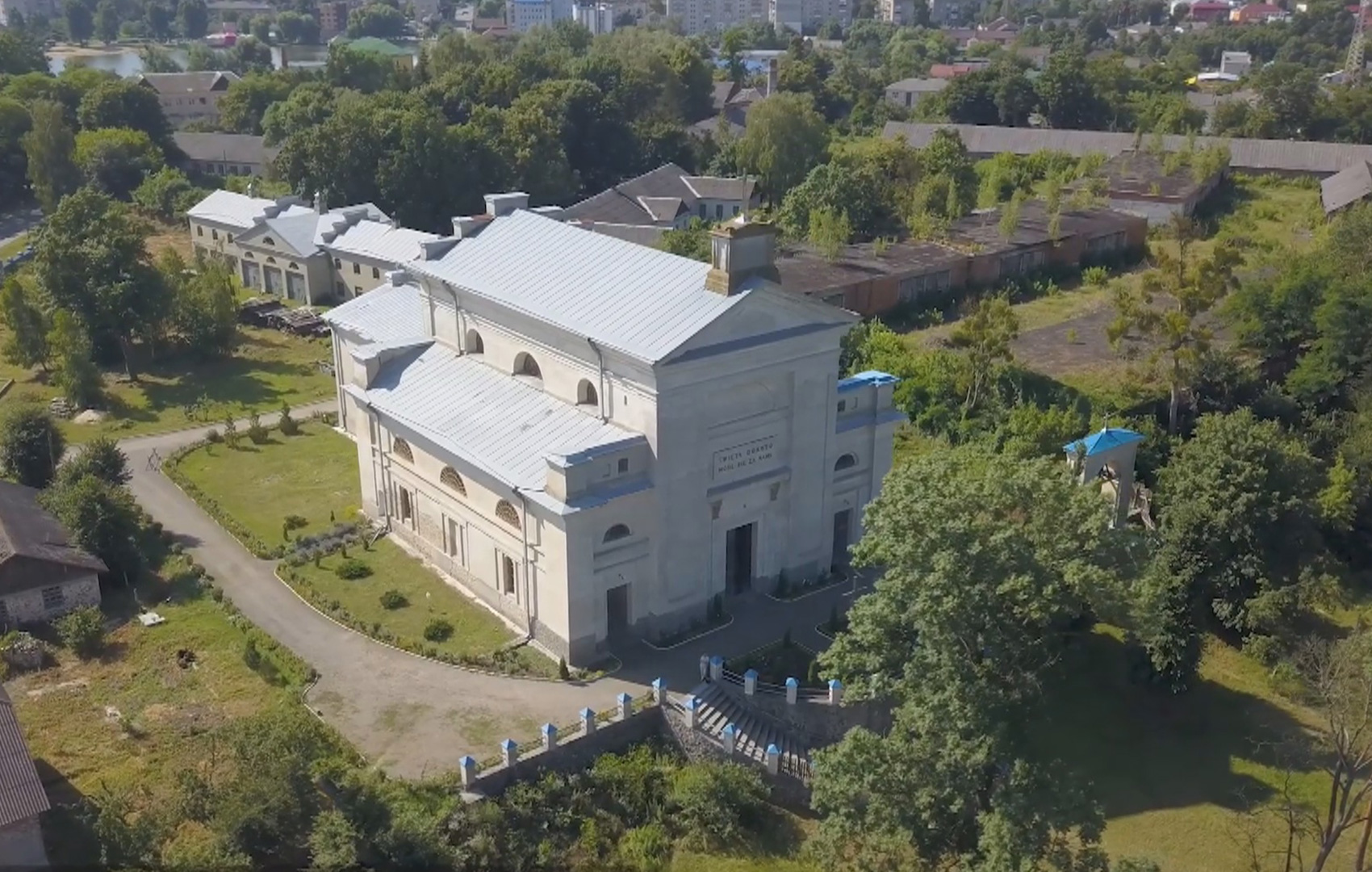
Костел Святої Дороти
- Час будівництва — 1822 — 1825 рр. Римо-католицький костел є точною копією паризького костелу Святого Євстафія.  Збудований князем Євстафієм Сангушком в честь доньки — княгині Дороти Сангушко, яка померла в молодому віці. Є підстави стверджувати, що костел задумувався не тільки як культова споруда, але і як усипальниця роду князів Сангушків. Крім Дороти, тут були поховані ще декілька членів князівської родини.
- Споруда костелу відбиває історію розвитку римської базиліки. Саме на першу третину XIX століття, коли зводився костел, припадає період неокласицизму, який як напрямок у мистецтві стилізовано поєднав у собі мистецькі форми архітектури античності (XVII—XIX ст.). Костел має досить скромне опрацювання екстер'єру. Замкненість зовнішнього храмового фасаду різко контрастує з високого рівня оздобленим  інтер'єром.
- У1839-1840 рр. у костелі був встановлений головний вівтар роботи архітектора Міклера, 1841 р. — рококовий орган.
- 1917 р. до костелу був перенесений образ Святої Терези, що залишився неушкодженим після спалення палацу князів Сангушків.

## Спорт
- Спортивна база налічує 130 споруд. Найбільша — міський стадіон. У 2008 році проведено реконструкцію футбольного поля із влаштуванням ефективного сучасного трав'яного покриву. На стадіоні проходять змагання різних рівнів….
- З 2006 року функціонує міський Центр фізичного здоров'я населення „Спорт для всіх“. Він опікується роботою дворових фізкультурно-оздоровчих клубів, спортивних, дитячих майданчиків та комплексів, що діють безпосередньо в житлових мікрорайонах, в парку та на місцевому пляжі.
- Працюють на постійній основі дворові клуби: „Атлет“ (атлетична гімнастика), „Грація“ (жіночий фітнес), „Золота ракетка“ (настільний теніс), „Дозвілля“ (настільні ігри) та „Козак“ (верхова їзда на конях). В літній період при стадіонах, комплексних майданчиках розгортають роботу спортивні клуби, які поєднують любителів та команди зі спортивних ігор (футбол, волейбол, стрітбол).
- До послуг дорослих та дітей встановлено 76 спортивних та 69 дитячих майданчиків, з них — 2 стадіони, 8 тренажерних майданчиків, 6 комплексних міні-стадіонів та 16 дитячих містечок.
- В мікрорайоні „Сонячний“ встановлено майданчик зі штучним покриттям, майданчик для занять воркаутом (вулична гімнастика).
- За останні роки клуби підготували 4 КМС і 12 спортсменів зі спортивними розрядами. Дали путівку в життя чемпіону світу з пауерліфтингу О. Кутчеру, чемпіону з культуризму А. Козирі, заслуженому тренеру України С. Рижуку.

#### Дитяча юнацька спортивна школа
- Працює з 1967 року. Сьогодні у закладі функціонує 6 відділень з видів спорту: баскетбол, бокс, волейбол, легка атлетика, теніс настільний та футбол. Працює 23 навчально-тренувальних групи.
- Вихованці школи демонструють високі результати у змаганнях обласного, Всеукраїнського та міжнародних рівнів: О. Пилипчук — бронзова призерка чемпіонату Європи з боксу, А. Мігель — срібний призер чемпіонату України з бігу на 3000 м, Ю. Верхогляд — чемпіон України з боксу, О. Білощук — чемпіонка України з марафонського бігу, С. Снігур — чемпіон України з бігу на 3000 м з перешкодами серед юніорів, Д. Іванчук — чемпіон України з бігу на 10 000 м.
- Команди дівчат   з футболу є чемпіонами області, багаторазовими учасниками чемпіонатів України, бронзові призерки 2019 р. „Кубок надії ФФУ“, срібні призерки фінального етапу Чемпіонату України з футзалу (1 ліга).
- Команда юнаків з футзалу — бронзові та срібні призери Кубку України з футзалу серед юнаків, Всеукраїнських змагань з футзалу на призи клубу „Шкіряний м'яч“, Чемпіонату Преміум ліги з футзалу 2020—2021 рр.
- Вихованці закладу є багаторазовими чемпіонами області із настільного тенісу.
- У 2008 році проведена реконструкція стадіону, збудовані трибуни для глядачів на 3202 місць. Спортивний заклад отримав сучасне футбольне поле із газонною професійною травою.

## Міста-побратими
В контексті європейської інтеграції громада активно підтримує встановлені партнерські відносини з містами-побратимами з Республіки Польща: Любартів, Сулеюв, Голенюв. Здійснюється обмін досвідом та впроваджуються спільні проєкти в сферах місцевого самоврядування, економіки, культури, освіти, медицини, туризму, спорту. Також підтримуються побратимські зв'язки з Маріуполем, але дивлячись на те, що під час російського вторгнення місто було практично повністю зруйноване та окуповане, фактично таких зв'язків немає.

## Уродженці
- Мацей Рибінський — вояк

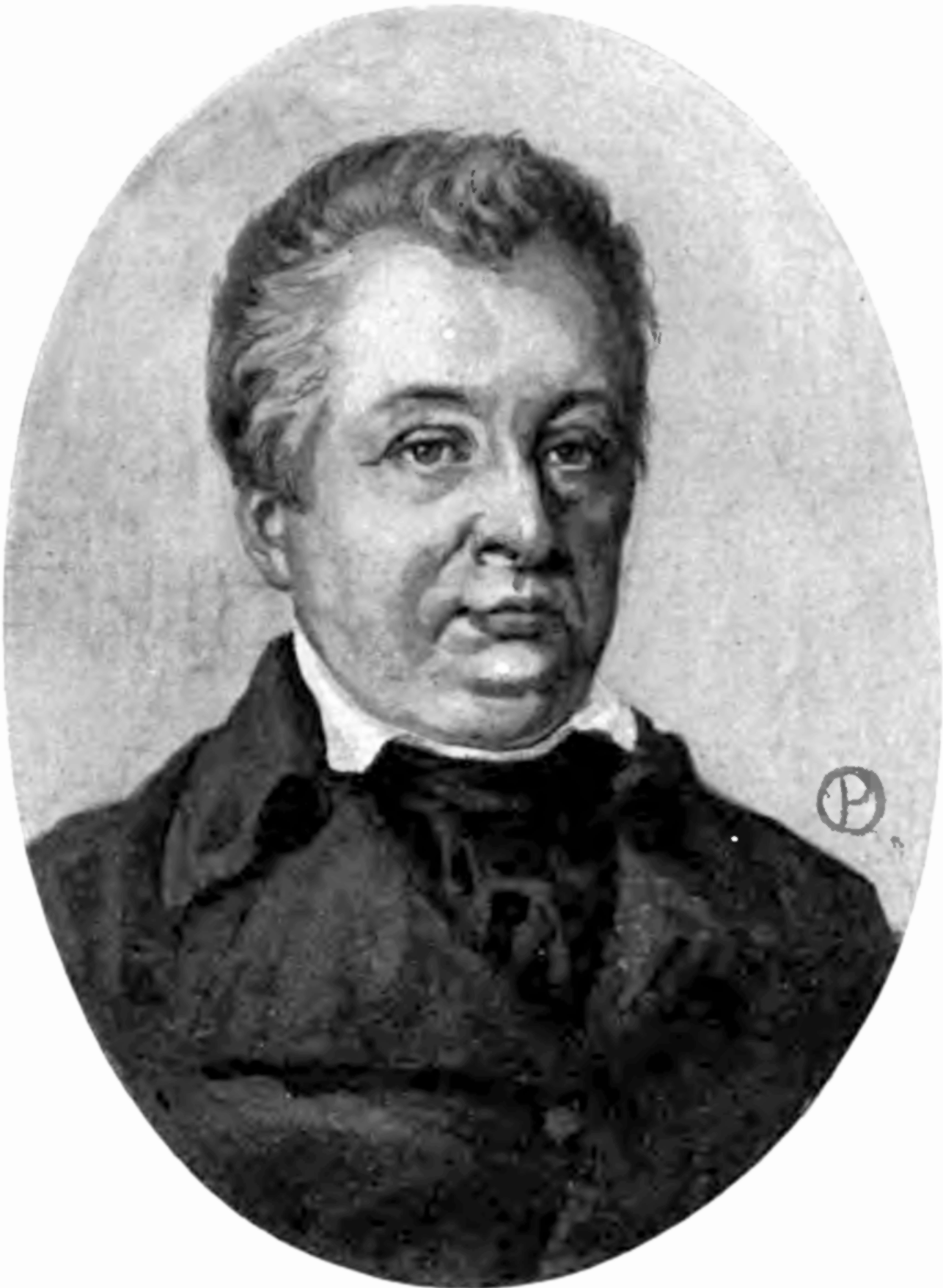
Генрик Жевуський

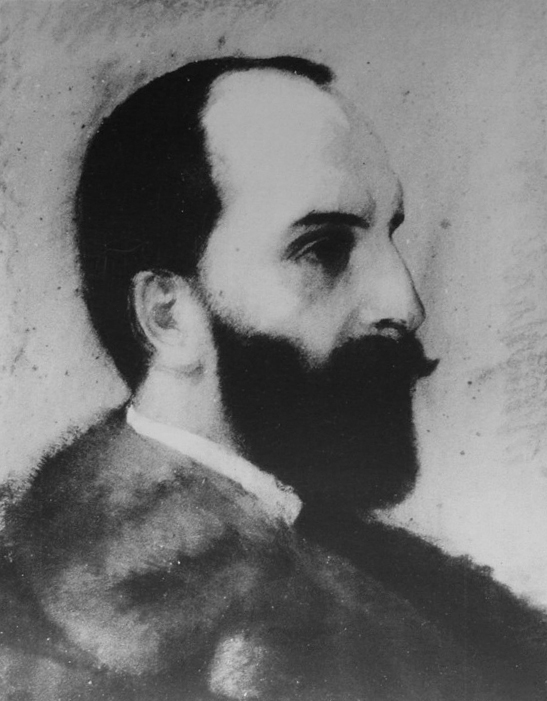
Роман Даміан Санґушко

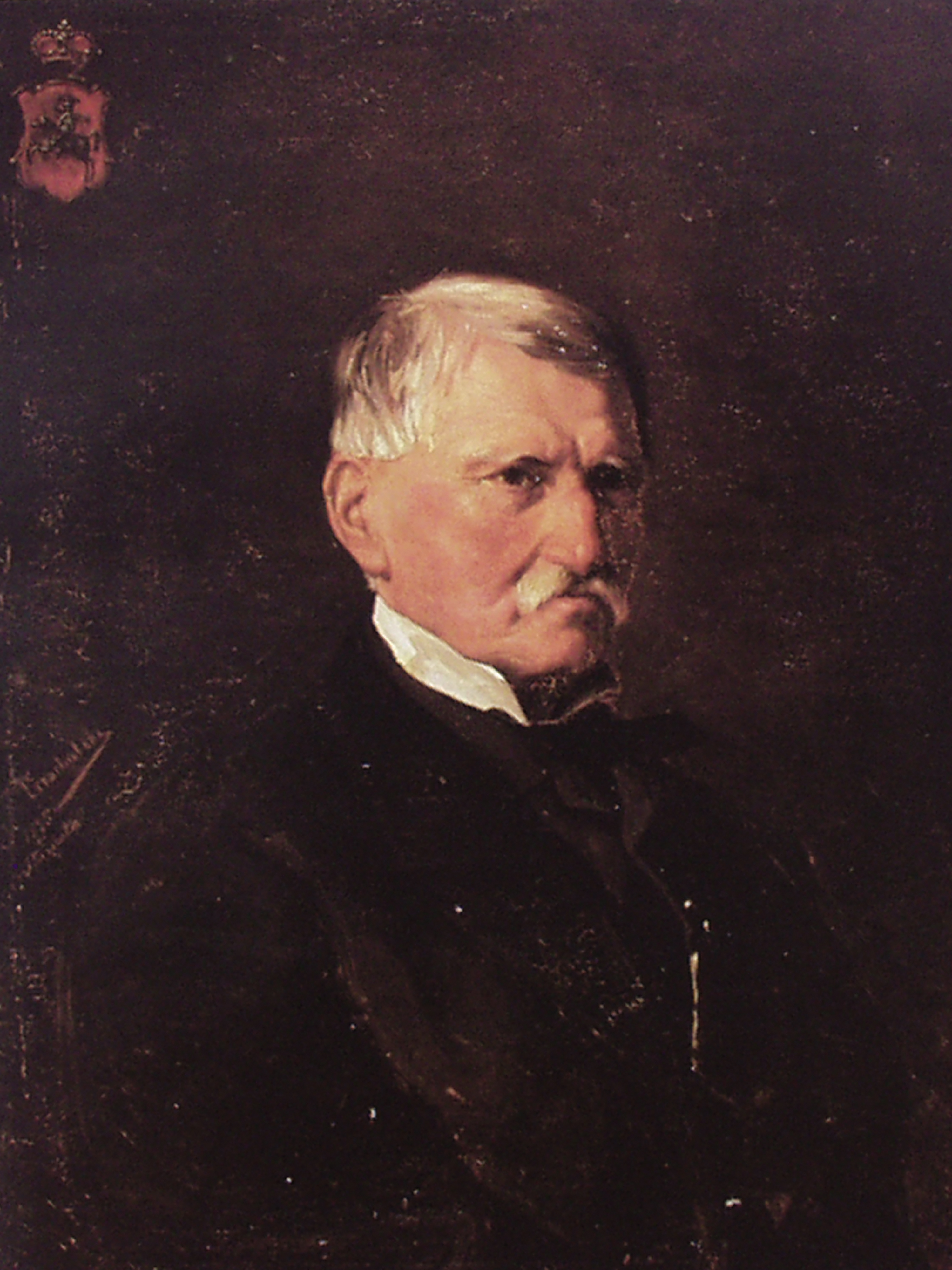
Роман Адам Санґушко

Анатолій Рак

- Антонюк Анатолій Євдокимович — інженер
- Астахов Валерій Анатолійович — український актор і телеведучий, заслужений артист України
- Берковський Владислав Георгійович (1977) — історик, архівіст
- Бершеда Роман Васильович (1912—1979)— правознавець
- Власюк Роман Вікторович (1994—2016) — сержант Збройних сил України, учасник російсько-української війни.
- Гамов В'ячеслав Георгійович (* 1952) — заслужений працівник освіти, почесний працівник фізичної культури та спорту України.
- Євтюхіна Олена Олексіївна (* 1947) — письменник, публіцист
- Генрик Жевуський (1791—1866)— письменник, публіцист
- Зінченко Олександр Олексійович — політик, журналіст
- Ковба Жанна Миколаївна (1940—1974)— історик
- Владислав Корсак[pl] — польський державний діяч
- Овсій Ліберман (1897—1981)— економіст
- Омельчук Володимир Васильович — історик і правознавець
- Паперник Лазар Хаїмович — робітник, вояк
- Пенський Юліан Романович — лікар, хірург
- Рак Анатолій Васильович — діяч УПА, лицар Бронзового Хреста заслуги.
- Владислав Санґушко — князь, політик
- Тєлєгіна Ангеліна Віталіївна (* 1992) — спортивна льодова танцюристка
- Тещук Віктор Йосипович — Заслужений лікар України, кандидат медичних наук, доцент, Doctor of Sciences, доктор філософії, магістр державного управління, лікар-невролог вищої кваліфікаційної категорії, начальник ангіоневрологічного відділення клініки нейрохірургії і неврології Військово-медичного клінічного центру Південного регіону України (м. Одеса), полковник медичної служби, учасник АТО.
- Климентина Тишкевич — графиня
- Фелденкрайз Моше — інженер, винахідник, фахівець з бойових мистецтв, розробник методу Фельденкрайза
- Ціон Рахіль Львівна — українська радянська художниця; членкиня Спілки радянських художників України
- Шахнюк Володимир Потапович (1920—2003) — український письменник, гуморист і сатирик, публіцист.
- Шток Володимир Борисович — український і російський хормейстер і диригент, Герой Праці.
- Леон Романовський — юрист, геральдист, письменник
- Ієронім Януш Санґушко — вояк, останній воєвода волинський
- Клементина Чорторийська — княгиня
- Євстахій Еразм Санґушко — князь, політик, вояк
- Каєтан Відорт — торбаніст
- Роман Санґушко — князь, громадський діяч
- Брун Пилип Карлович — історик, археолог, перекладач
- Валерій Громадзький — священик
- Роман Даміан Санґушко — князь, політик і громадський діяч, підприємець

Мешкали та працювали в Славуті
- Юліан Люблінський — декабрист

Учасники російсько-української війни:
- Сковородін Олексій Володимирович — боєць 24-ї окремої механізованої бригади (Яворів), загинув поблизу смт. Ямпіль, під час війни на сході України.
- Дрозд Володимир Миколайович (1991—2016) — старший солдат Збройних сил України, учасник російсько-української війни.
- Рацун Сергій Петрович (1976—2020) — військовослужбовець мехбатальйону 93 ОМБр, Збройних сил України, загинув при виконанні обов'язків, під час війни на сході України в районі Кримське (Новоайдарський район).[8]
- Повстюк Андрій Олексійович — старший сержант штабного батальйону 24-ї окремої механізованої бригади (Яворів), загинув поблизу смт. Ямпіль, під час війни на сході України.
- Рудик Юрій Володимирович (1971—2014) — солдат Збройних сил України, учасник російсько-української війни.
- Суский Вадим Миколайович — підполковник, командир інженерно-саперного батальйону 703-го інженерного полку (Самбір). Загинув в результаті вибуху фугасу поблизу Маріуполя, під час війни на сході України.
- Тимощук Сергій Володимирович (1995—2014) — солдат Збройних сил України, учасник російсько-української війни.
- Цимбалюк Анатолій Борисович (1989—2016) — солдат Збройних сил України, учасник російсько-української війни.
- Тихонець Олександр Олександрович (2002—2023) — молодший сержант Збройних сил України, командир відділення протитанкового взводу, 3-ї окремої штурмової бригади, загинув поблизу міста Бахмут 19 червня 2023 року, учасник російсько-української війни.
- Трофімюк Богдан Вікторович — (2002) — солдат Національної гвардії України, кулеметник, бригади НГУ „АЗОВ“ учасник російсько-української війни, 20 травня, на 86-й день оборони Маріуполя, згідно з наказом керівництва, зупинив супротив, здавшись у полон російським військам, до цих пір перебуває у полоні.

## Цікаві факти
- вишитий прапор міста. Початок акції  - 2008 рік. У вишиванні прапора взяло участь 12012 славутчан та гостей міста. На прапорі знаходиться понад 500 тисяч стіжків. Рекорд занесено до Книги рекордів України.
- найдовша лавка в Україні. Встановлена на Середній греблі річки Утка, що протікає центром міста Славути. Довжина — 213 м. 12 см. У 2012 році занесена до Книги рекордів України.
- 23 квітня 2014 року з нагоди річниці надання місту Магдебурзького права учні шкіл пронесли  Державний прапор України довжиною 50 м і шириною 9 м.
- у 2014 році закладено алею троянд в честь Героїв Небесної Сотні . Висаджено понад 400 кущів.
- найдовший міст на річці Горинь. Збудований у Славуті у 1981 році. Довжина — 113 м.
- джерела. В місті збережено та відновлено 12 джерел з питною водою.
- найстаріша кована огорожа. Встановлена 1772 року на території князівського парку (нині — парк „Славутський“).
- найстаріший варязький меч. Виявлений у 2008 році в лісі на лівому березі річки Горинь. Датується 1050—1100 роками. Експонується в Славутському історичному музеї.
- Казковий паркан. Розташований у мікрорайоні „Південний“(ЗЗБВ (рос. ЖБК)) поблизу кінцевої зупинки.

## Галерея

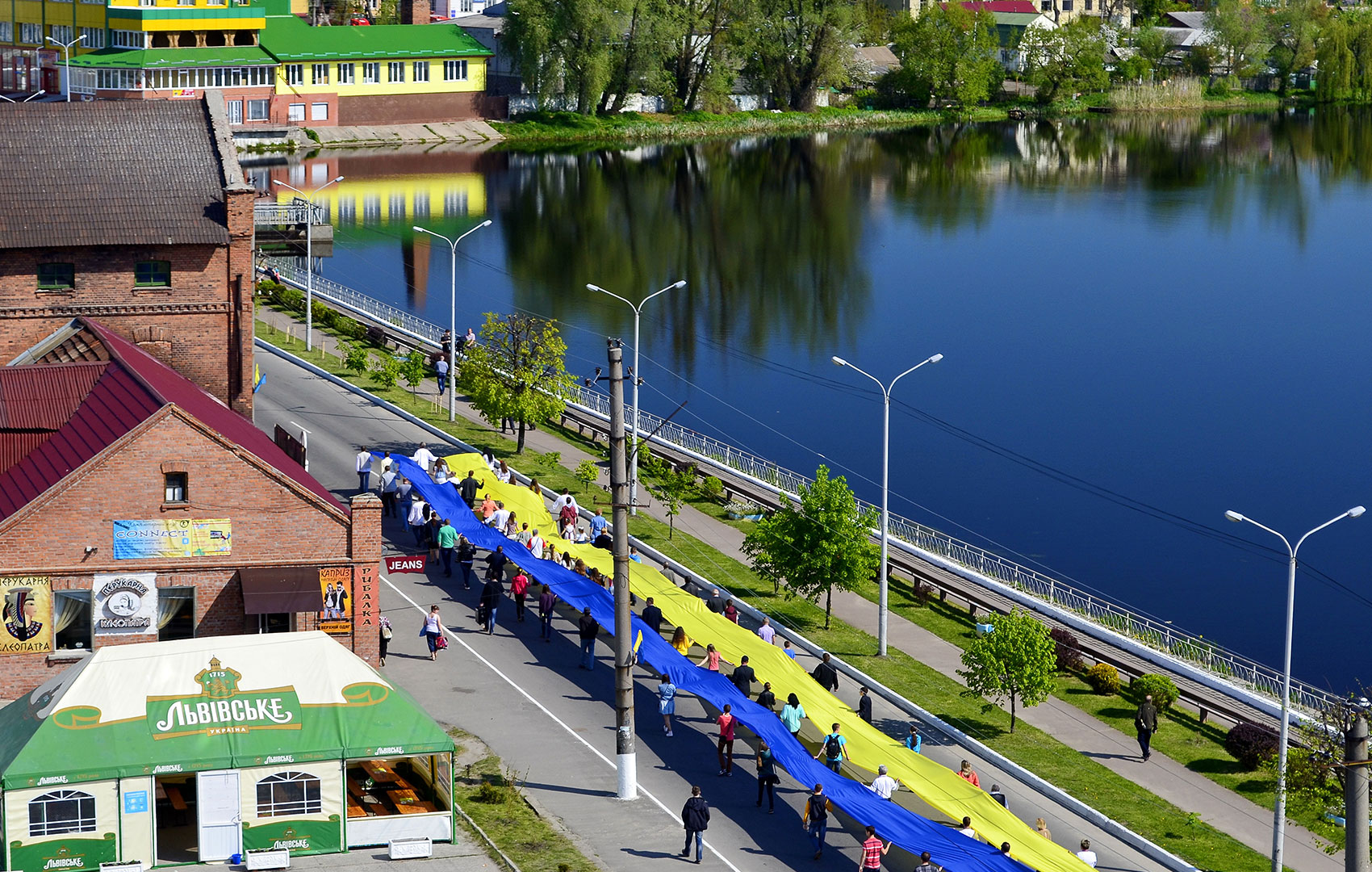
Розгортання Державного прапора України(2017)
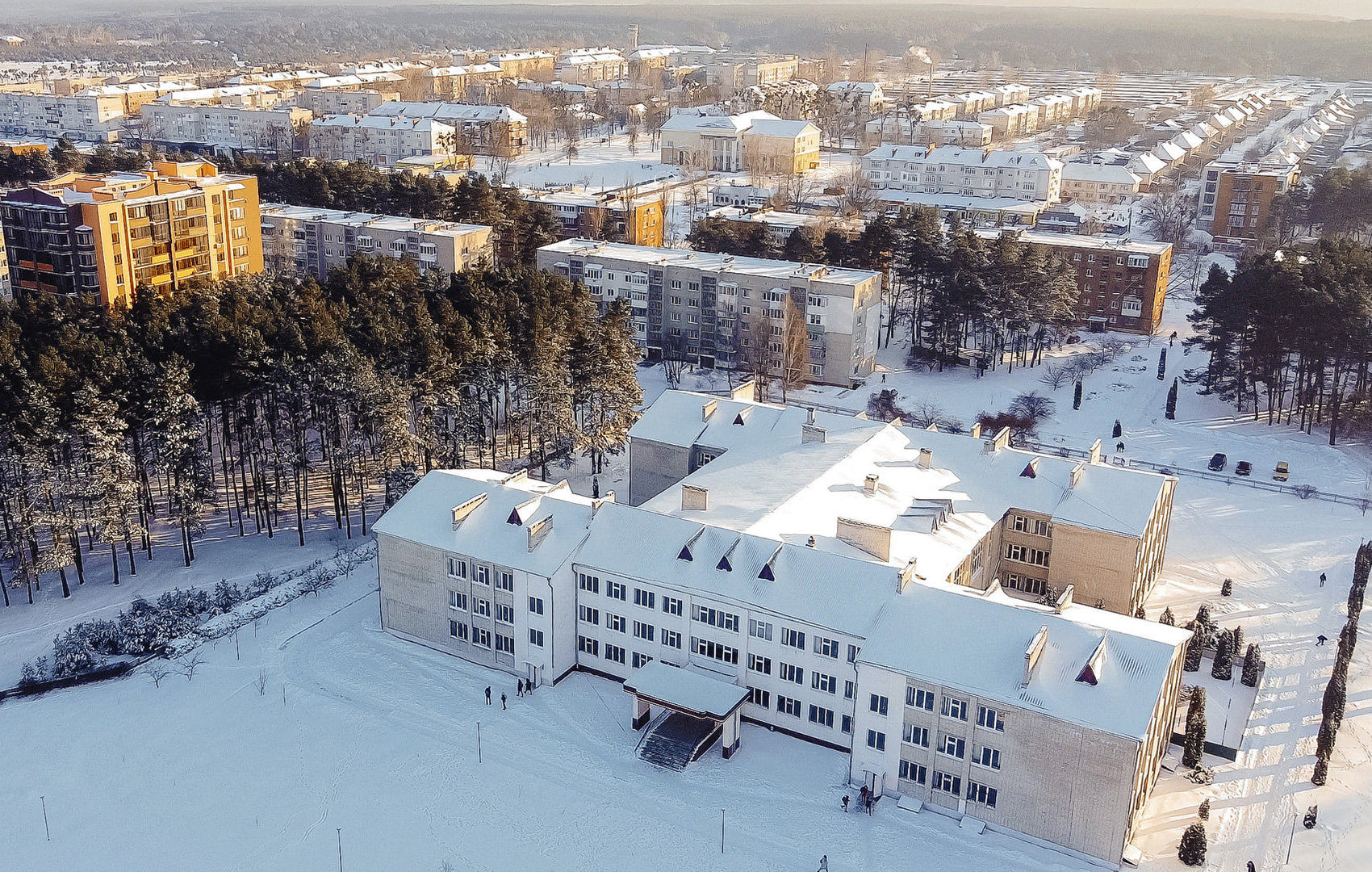
Місто в зимовий період(2020)
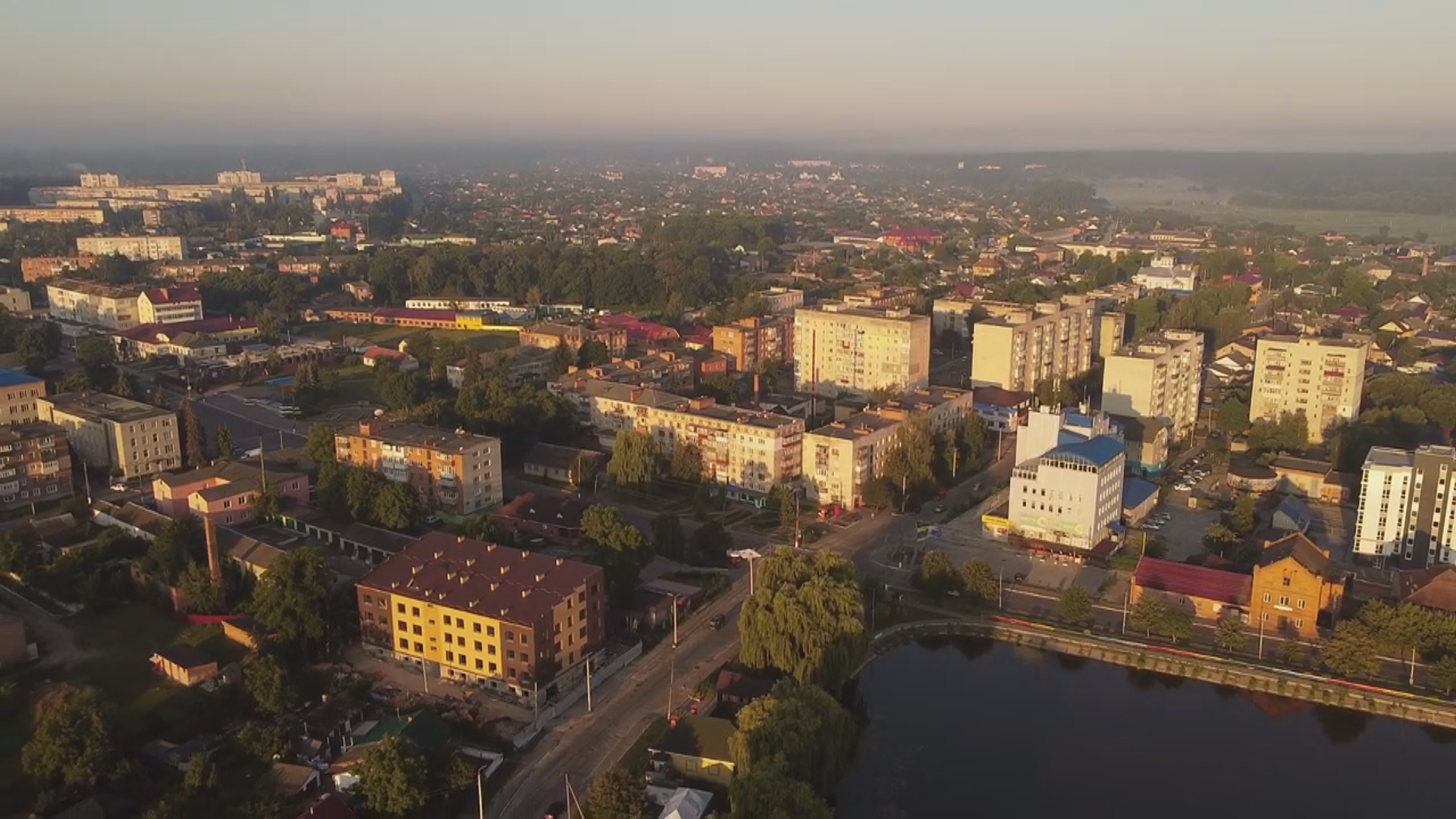
Центр міста Славути(2020)
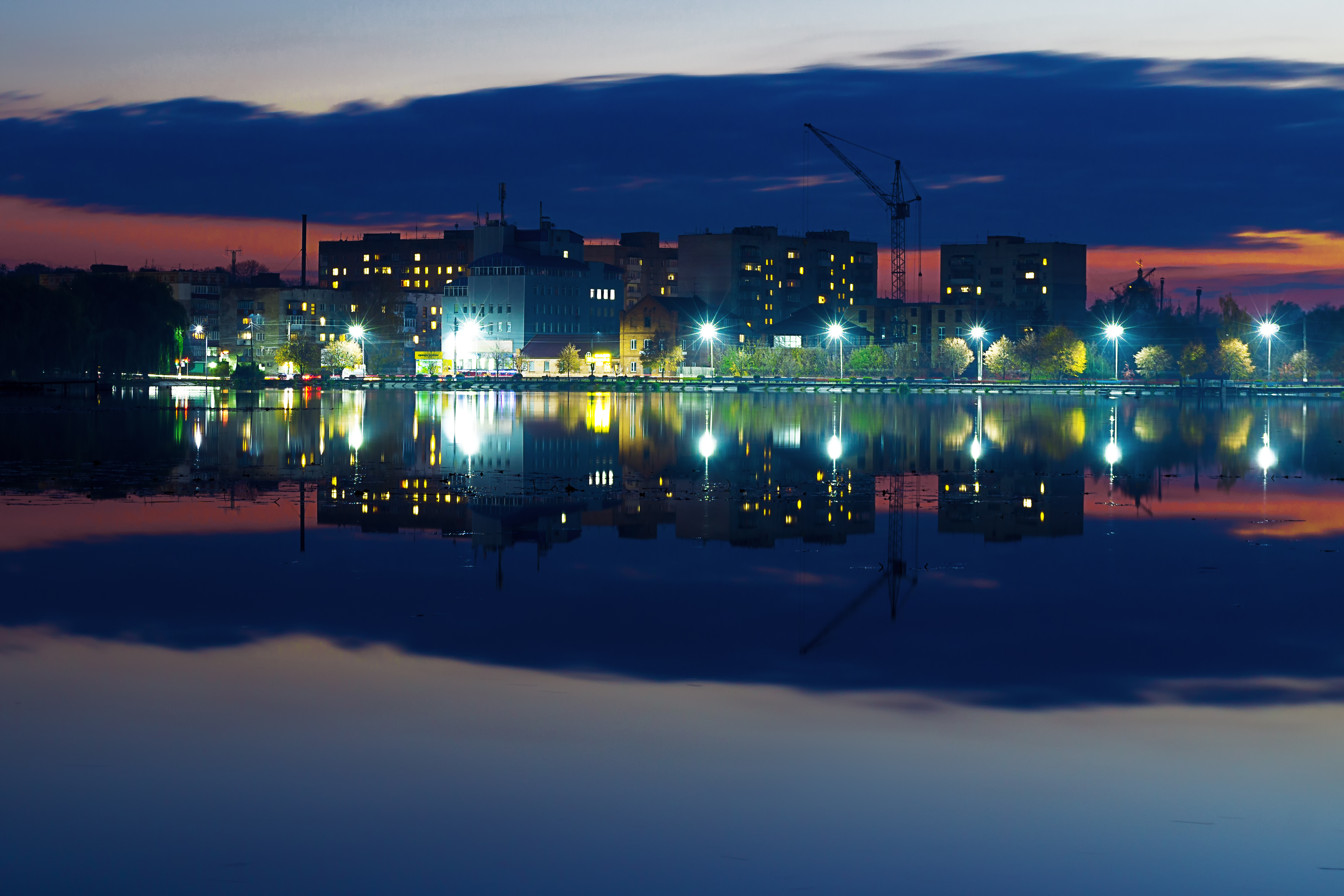
Славута в нічний час(2018)